# Noix de cajou
Anacarde

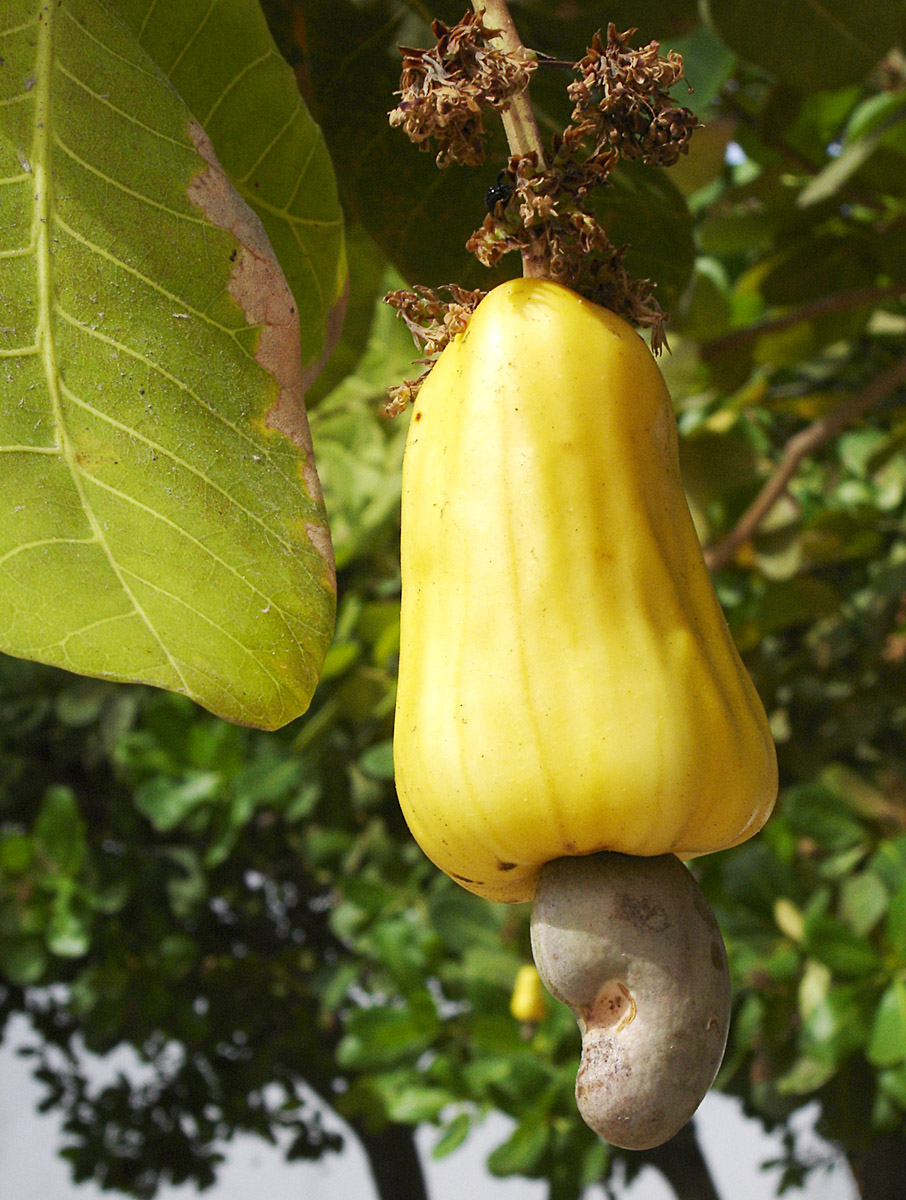
Pomme de cajou jaune et noix de cajou sur l'arbre.

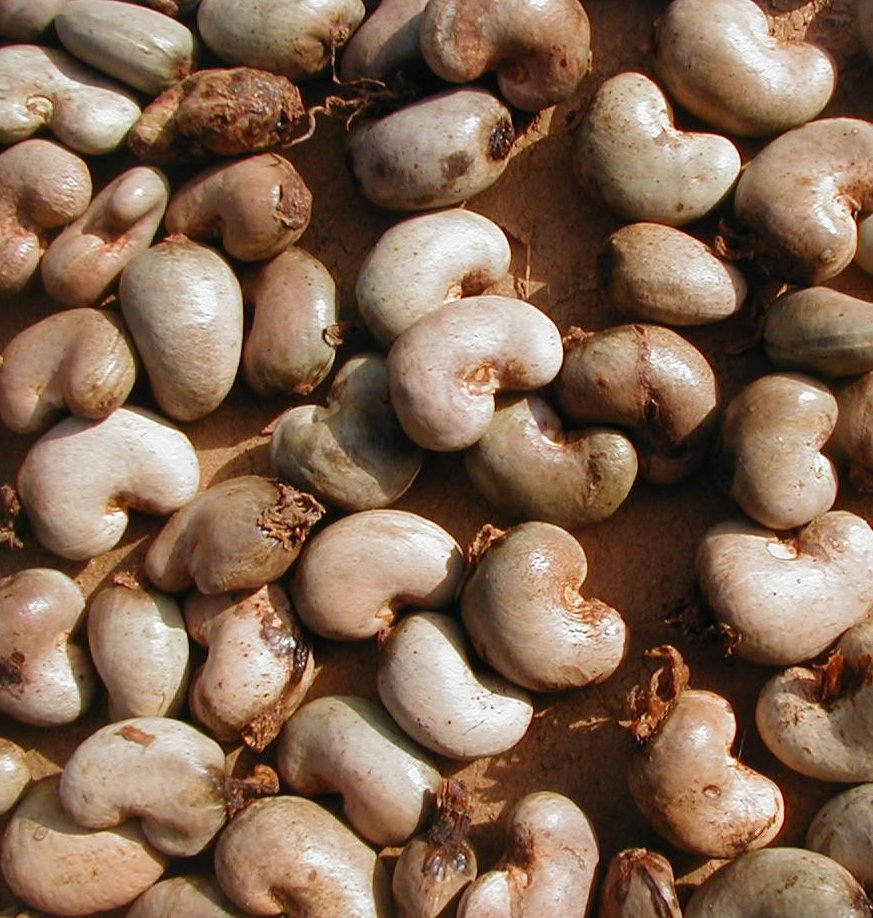
Noix de cajou, non décortiquées.

La noix de cajou ou anacarde est la graine contenue dans la pomme de cajou, le fruit de l'anacardier (Anacardium occidentale), arbre originaire d’Amérique tropicale. Le fruit est une drupe dont la coque contient une résine caustique et allergisante, avec à l’intérieur une amande comestible qui après avoir subi une série d’opérations de séchage, chauffage, décorticage et torréfaction acquiert toutes ses qualités gustatives. Elle peut alors être consommée telle quelle ou servir en cuisine (comme l'arachide).
Elle se développe à l'extrémité d'un pédoncule juteux et comestible qui est un faux-fruit appelé pomme de cajou (ou pomme-cajou dans les départements et régions d’outre-mer français). Celle-ci est utilisée à faire un jus qui, après filtration et pasteurisation, est vendu en bouteille.
En Europe et en Amérique du Nord, elle est principalement commercialisée grillée et salée, en tant qu'amuse-gueule pour l'apéritif. Sa demande a fortement augmenté au début des années 2000, entrainant des questionnements éthiques (conditions des travailleuses) et environnementaux (empreinte carbone des transports entre l'Afrique, l'Inde et les pays consommateurs). Dans le marché mondial des fruits à coque (non décortiqués), la noix de cajou arrive en tête en tonnage avec 4 087 563 tonnes en 2016, devant l’amande et la noix commune, par contre en valeur de la production (4 287 966 1000 int. $), elle est derrière l’amande et la noix.
Comme c’est généralement le cas pour les termes désignant des fruits à coque, les termes « noix de cajou » et « anacarde », peuvent, suivant le contexte, désigner soit le fruit de l’anacardier en entier, soit la graine (ou amande) une fois débarrassée de sa coque toxique.

## Histoire

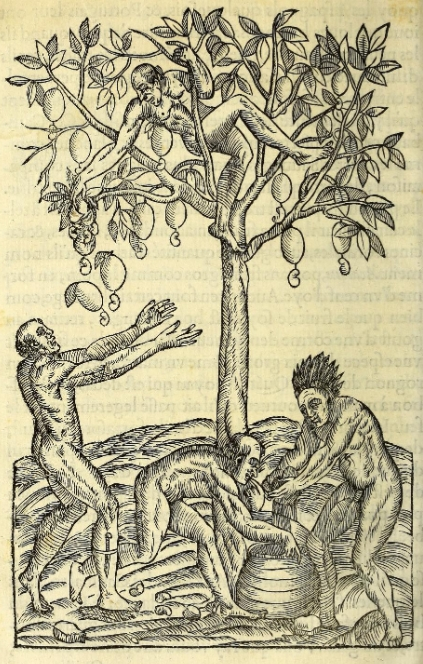
Acajous récoltés par les Tupinamba (André Thévet, 1557).

La première description en français vient de l’explorateur André Thevet qui séjourna en 1555-1556 dans la baie de Rio de Janeiro (Brésil), et qui décrivit dans Les Singularitez de la France antarctique (1557), le manioc, l’ananas, l’arachide, le pétun (tabac) et la noix de cajou (d’après l’appellation des Amérindiens tupis) :

« Acaïous, portans fruits gros comme le poin, en forme d’œuf d’oye. Aucuns en font certain bruvage, combien que le fruit de soy n’est bon à manger, retirant un goust d’une corme demy mure. Au bout de ce fruit vient une espèce de noix grosse come un marron, en forme de rognon de lievre. Quant au noyau qui est dedans, il est tres bon à manger, pourveu qu’il est passé legerement par le feu. L’écorce est toute pleine d’huile, fort aspre au goust… »

— (Singularitez, 1557).
Pour d’autres informations historiques, voir Histoire de l’acajou.

## Botanique

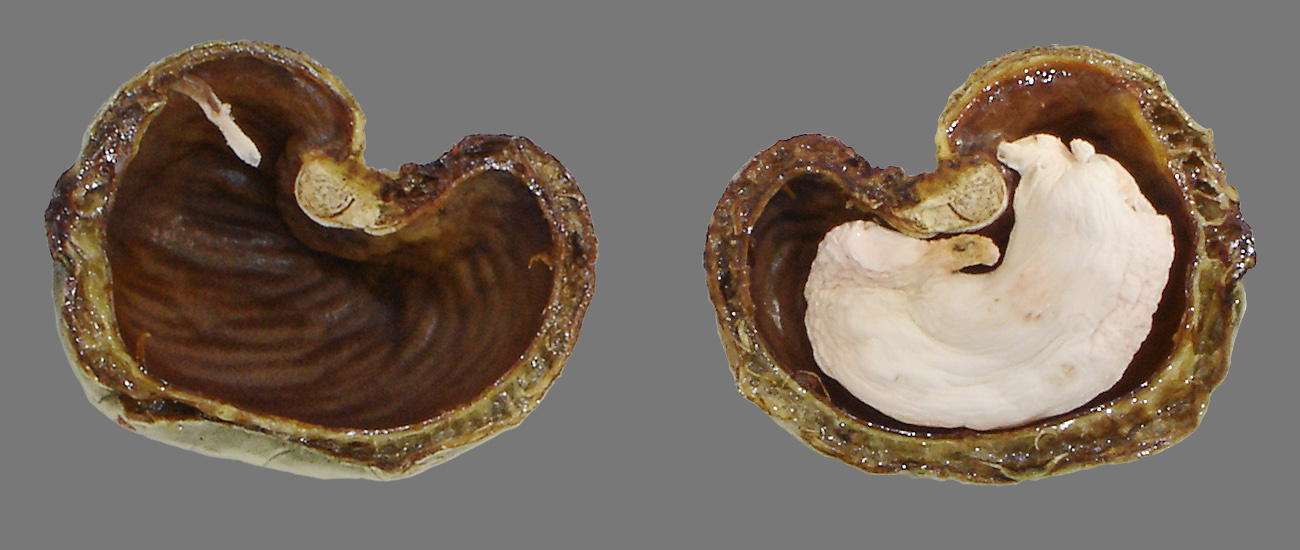
Noix de cajou ouverte avec son amande.

Dans l'arbre, la noix de cajou est surmontée d'un gros pédoncule charnu et juteux, de couleur jaune à rouge, nommé la « pomme de cajou ». C’est un faux-fruit comestible. Le fruit (au sens botanique) de l’anacardier est une drupe dont la coque est composée de deux coquilles, l'une à l'extérieur de couleur verdâtre et fine, l'autre interne de couleur brune et dure, séparées par une structure à cavités qui contient une résine phénolique caustique constituée principalement d'acide anacardique, de cardanol et de cardol, appelée baume de cajou. Au centre de la noix, se trouve une seule amande en forme de demi-lune d'environ trois centimètres de longueur, entourée d'une pellicule blanche. C'est la « noix de cajou », vendue dans le commerce.
En terme botanique, la paroi extérieure de la coque est l’épicarpe, la structure caverneuse moyenne est le mésocarpe et la paroi interne l’endocarpe,,.
|                                                                                |                                                                                     |
| Pédoncule enflé, hypocarpe, pseudo-fruit juteux et fibreux, « pomme de cajou » |                                                                                     |
| Drupe « noix de cajou », réniforme                                             | épicarpe verdâtre, membraneux                                                       |
| Drupe « noix de cajou », réniforme                                             | mésocarpe caverneux, contenant une résine visqueuse, toxique, le « baume de cajou » |
| Drupe « noix de cajou », réniforme                                             | endocarpe fin                                                                       |
| Drupe « noix de cajou », réniforme                                             | testa : tégument blanc graine, 2 cotylédons, la « noix de cajou » comestible        |

## Préparation des noix
Après la récolte, les noix de cajou doivent être séparées de la pomme en veillant à ne pas laisser de pulpe de la pomme sur la noix. On laisse ensuite sécher les noix trois à quatre jours sur un sol propre et à l'ombre car le plein soleil entraînerait une imprégnation d'huile toxique dans la graine.
Une fois les graines sèches, elles sont stockées sur palette dans des sacs de jute dans des entrepôts bien aérés en les protégeant de l'humidité. Il faut ensuite procéder au traitement de grillage et décorticage.

### Traitement artisanal, par grillage sur une plaque
Les noix de cajou font l'objet d'une préparation artisanale de la part de personnes aux revenus modestes qui les commercialisent localement, notamment au Brésil. Ce traitement est différent de celui effectué industriellement et utilise le caractère inflammable de la résine contenue dans la coque.
Les noix sont étalées sur une tôle d'acier posée sur un feu de bois, amorcé par des fibres de noix de coco, et régulièrement remuées pour en harmoniser la température. Après quelques minutes, elles noircissent et une fumée toxique commence à s'en dégager. Peu de temps après, la résine des coques, qui sous l'effet de la chaleur suinte de l'enveloppe externe, s'enflamme violemment.
Après environ cinq minutes de cuisson, la tôle est retournée et les flammes sont éteintes dans le sable. Une fois refroidies, les noix sont décortiquées manuellement en brisant la coque carbonisée.
Les amandes grillées obtenues par ce procédé ne présentent pas la même régularité de cuisson que par traitement industriel mais n'ont en revanche pas besoin d'être salées avant leur consommation.

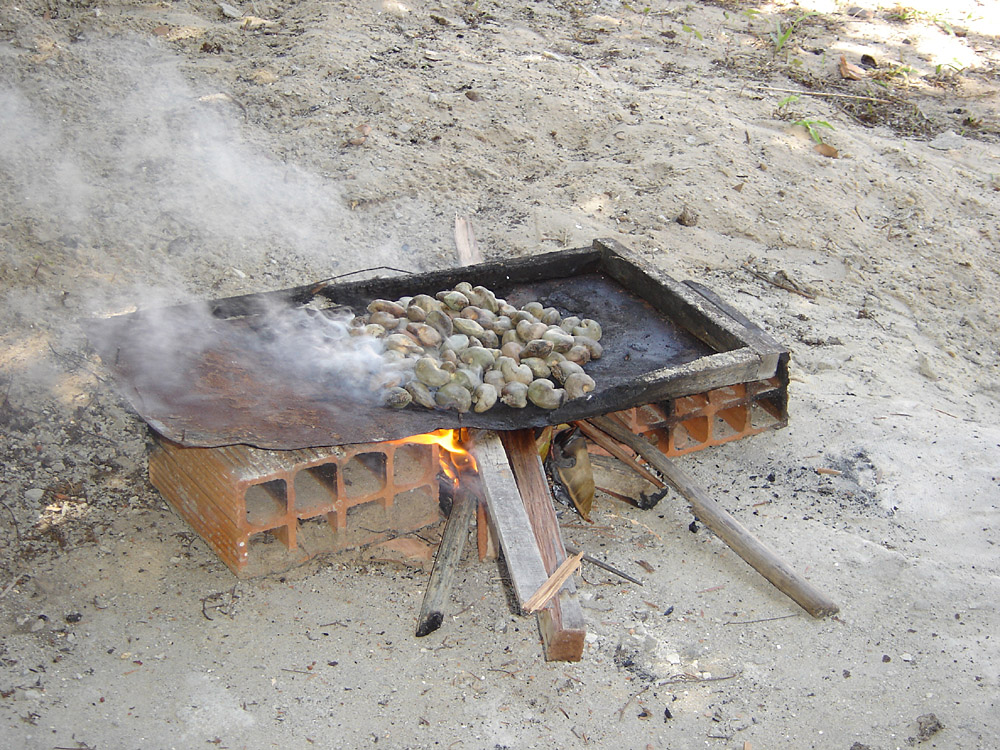
1. Les noix sont placées sur une tôle au-dessus d'un feu.
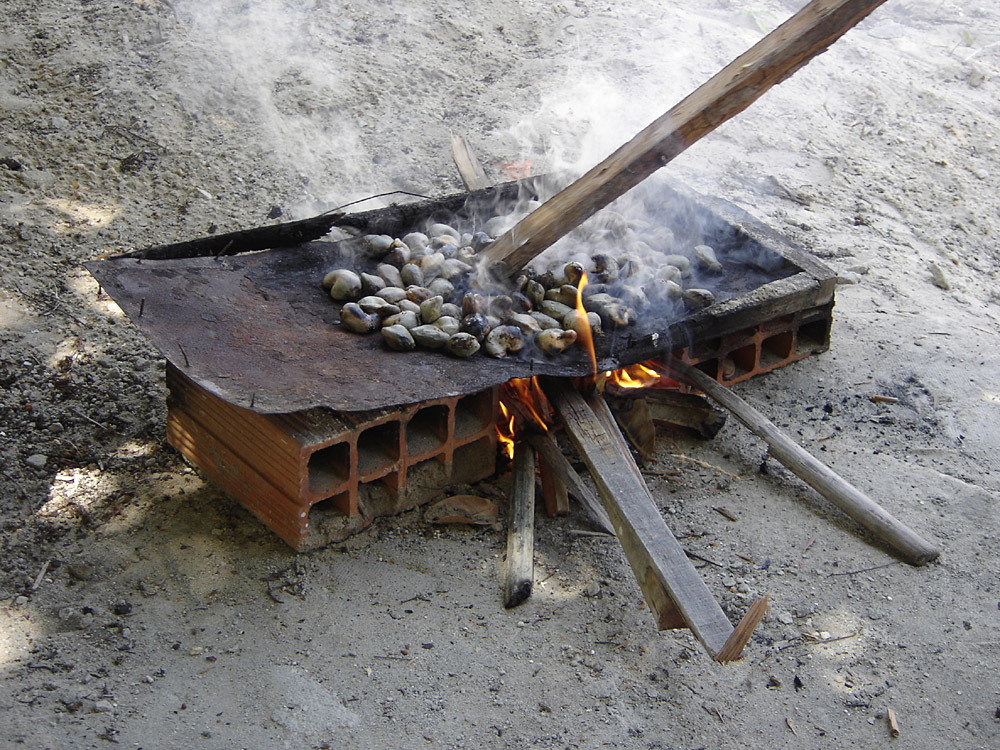
2. La résine des coques commence à chauffer.
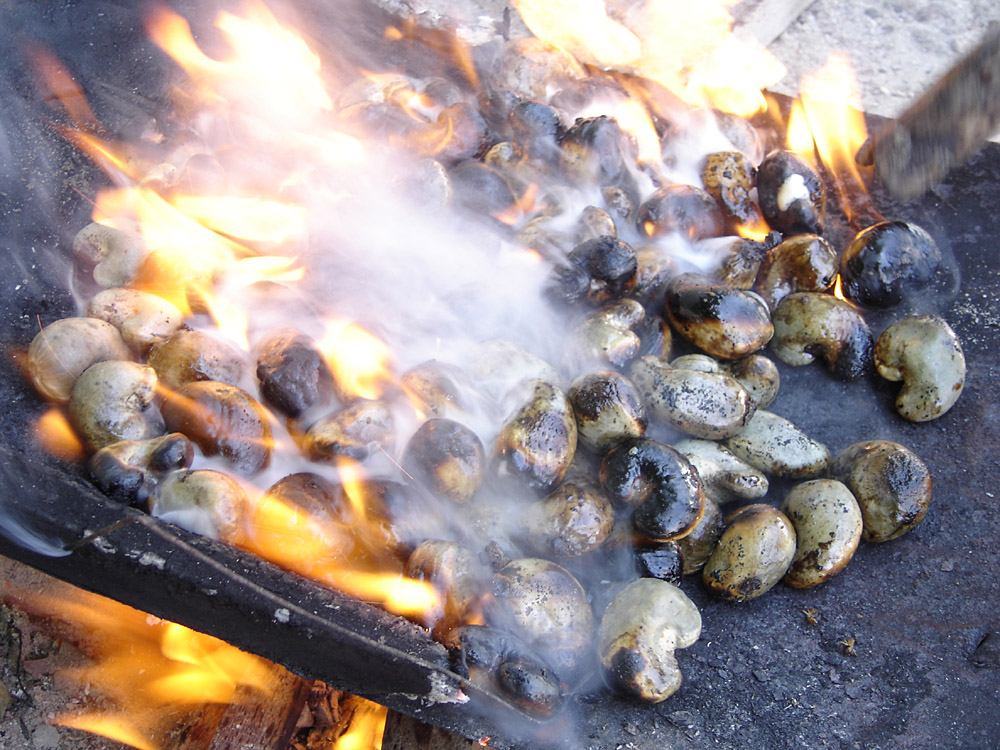
3. La résine s'enflamme.
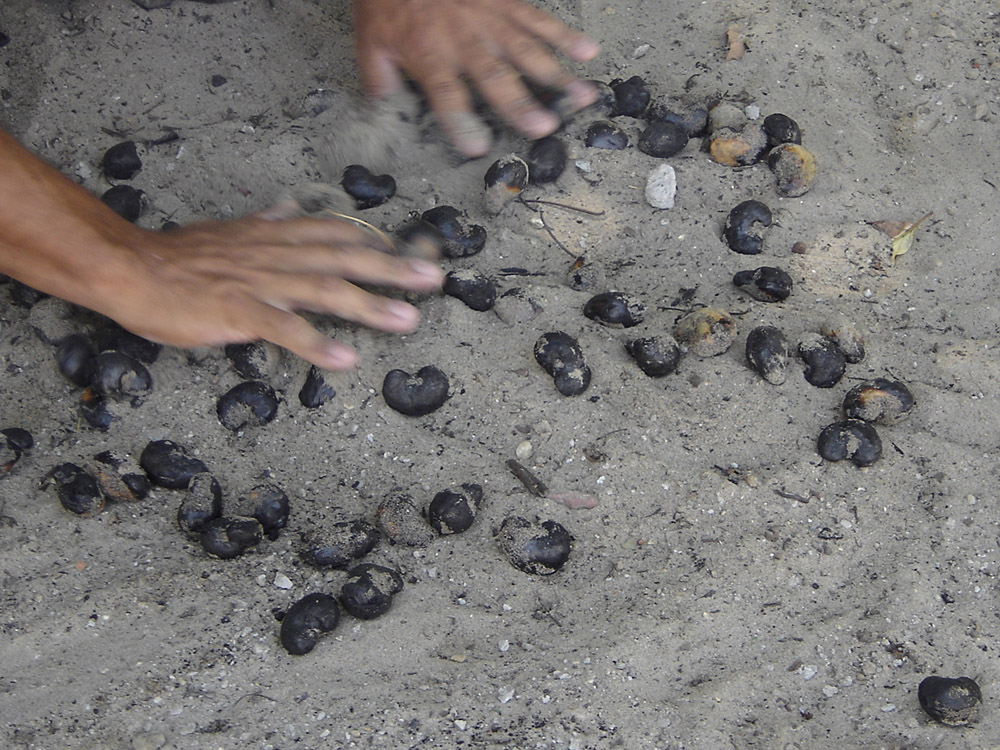
4. Les flammes sont éteintes dans le sable.
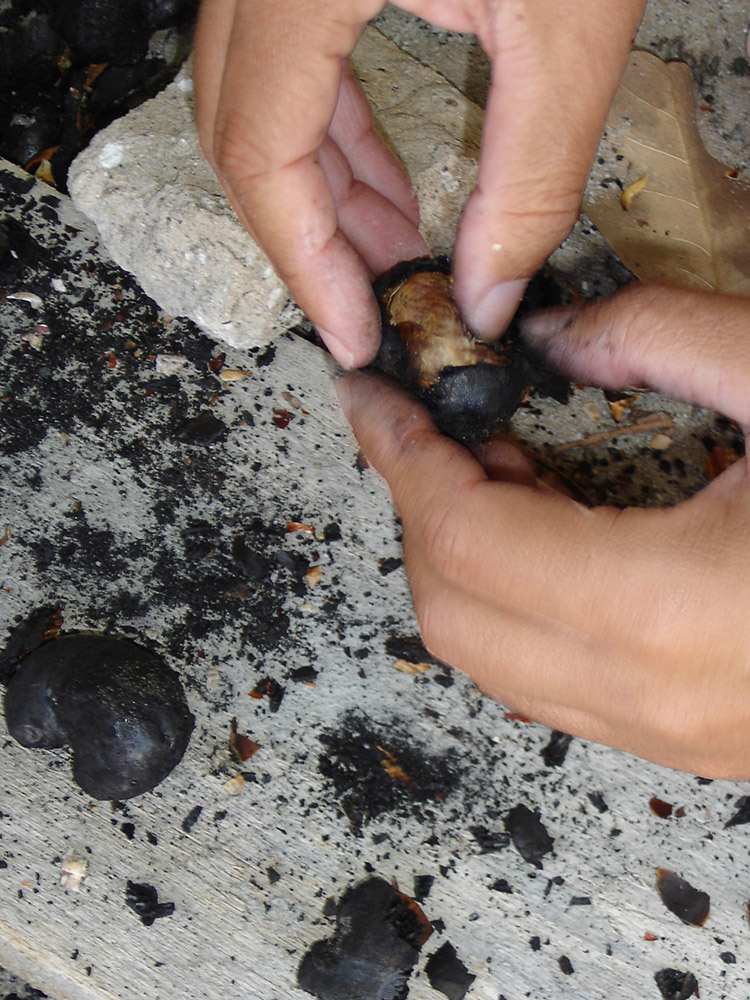
5. Décorticage.
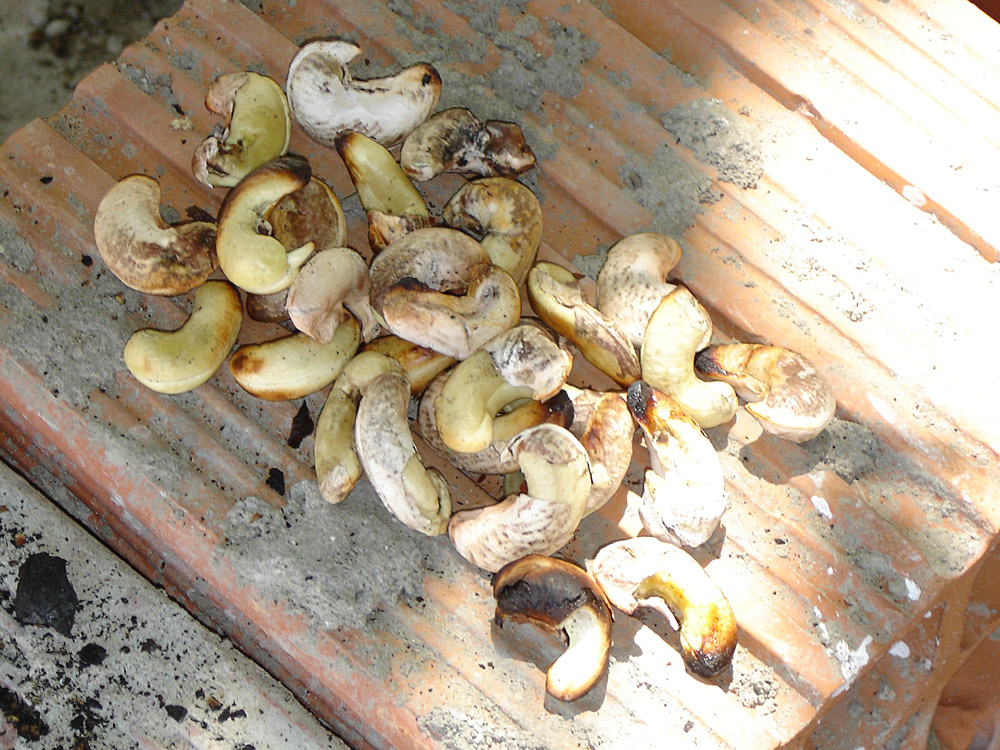
6. Noix prêtes à consommer.

### Traitement par bain de vapeur

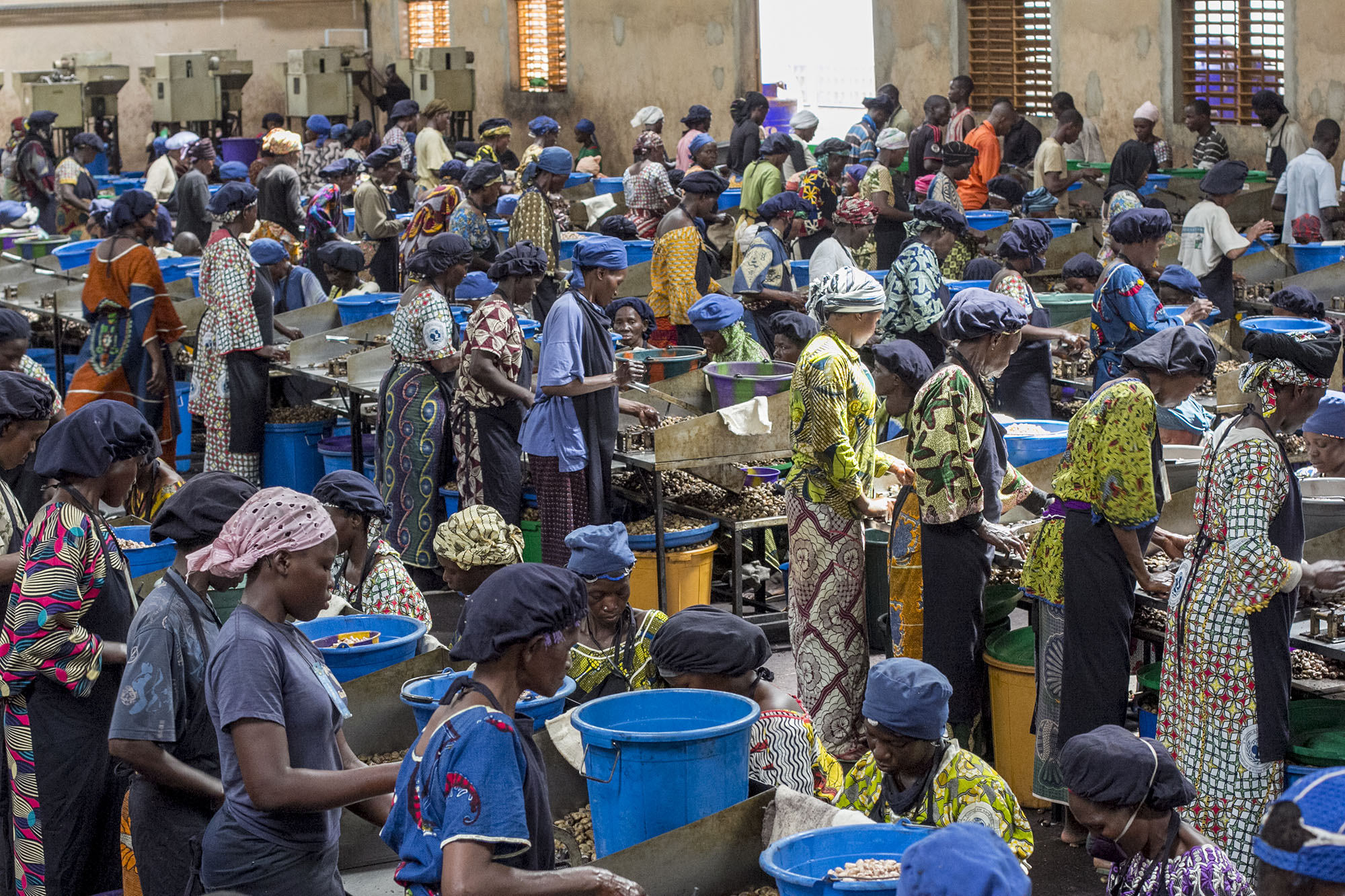
Ouvrières d'une usine de noix de cajou à Bobo Dioulasso, Burkina Faso, 2012.

Le processus permettant d'obtenir la noix de cajou grillée et salée varie suivant les régions et les entreprises le mettant en œuvre, mais le traitement, assez élaboré, suit sensiblement les mêmes étapes :
Après récolte manuelle, les noix brutes sont étalées et séchées environ une semaine et régulièrement remuées pour que le séchage soit uniforme.
Les coques sont ensuite ramollies dans un bain de vapeur  à une température de 100 °C puis rendues cassantes par un passage de plusieurs minutes dans un four à 125 °C. Cette opération permet de libérer le baume caustique, qui est récupéré à ce moment-là et qui aura des utilisations industrielles.
Les noix sont alors décortiquées, parfois grâce à une presse manuelle pour ne pas abîmer les amandes. Le décorticage à la main est d’une extrême difficulté et requiert une grande habileté. La valeur de la noix chute de moitié dès qu’elle est abîmée.
Ensuite les noix de cajou sont débarrassées de la pellicule rouge-brun adhérant à celles-ci et calibrées. En Inde se trouvent des ateliers de décorticage, composé à majorité d'une main-d'œuvre féminine habituée à briser la coque sans casser la noix et l’éplucher sans l’abîmer, au point qu'une partie de la production d'Afrique de l'Ouest y est envoyée.
Les amandes sont ensuite grillées une première fois, puis arrosées d'un mélange d'eau, de sel et de gomme d'acacia et grillées une nouvelle fois pour être débarrassées de toute trace d'humidité qui pourrait nuire à leur conservation.
En phase finale, vient le conditionnement en emballages sous vide pour éviter leur rancissement.

## Scandale sanitaire lié à la préparation des noix

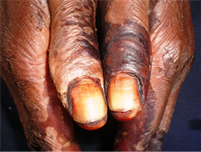
Mains d'une travailleuse brulées par les extraits des coques de noix de cajou au Burkina Faso

Fin des années 2010/début des années 2020, des journalistes font remonter les conditions de travail des personnes chargées de décortiquer les noix de cajou. En Inde, où sont envoyées la plupart des noix pour être décortiquées, les ouvrières travaillent en grande partie à mains nues pour plus de précision. Les acides présents dans la coque (cardol et acide anacardique) entrent à ce moment là en contact direct avec la peau, provoquant des brûlures aux mains et aux yeux, des œdèmes et des ulcérations,,.

## Caractéristiques nutritionnelles

### Macronutriments
Selon la table Ciqual de l’Agence nationale de sécurité sanitaire de l'alimentation, de l'environnement et du travail (Anses), voir ci-contre, la noix de cajou grillée contient environ 50 % de lipide (entre 42 et 54,1 % selon les spécimens). Parmi les fruits à coque, c’est une richesse relativement faible car elle est inférieure à celles de l’amande, de la noisette, de la noix du Brésil, de la noix commune (67 %) et de la pacane. Seule la pistache a une teneur plus faible. La noix de cajou est par contre assez riche en glucide avec un taux de 26,7 % (comme la pistache) et en acides gras saturés avec 10,5 %, soit environ le double de l’amande et de la noisette.
L’acide gras majoritaire est l’acide oléique (C18:1 ω9, un monoinsaturé) avec la proportion de 26,7 %. Puis vient l’acide linoléique (C18:2 ω6, un poly-insaturé) avec le taux de 8,71 %. Il n’y a pratiquement pas d’acide linolénique (C18:3 ω3).
La méthode de traitement de la noix de cajou fraîche, ramassée sous l’arbre, pour en extraire l’amande, joue un rôle important dans la richesse en composés bioactifs. Trox et al. ont précisément examiné six méthodes de traitement dont les deux méthodes présentées ci-dessus (grillage sur une plaque, bain de vapeur). Les échantillons de noix de cajou provenaient de quatre villages de l’île de Florès en Indonésie. Pour avoir un cas témoin avant traitement, la première méthode a consisté à casser les noix de cajou fraîches avec un maillet, sans séchage. Les cinq autres méthodes ont soumis les noix à de fortes températures (allant de 75 à 200 °C) qui peuvent affecter les composés bioactifs sensibles à la chaleur. Les deux méthodes sont exposées ci-dessus ainsi qu' une méthode par séchage à 75 °C pendant trois heures :
| Les acides gras de la noix de cajou en g/100 g de MS d’après Trox et al |                |                       |                        |                           |
| Traitement des noix de cajou                                            | Lipides totaux | acide stéarique C18:0 | acide oléique C18:1 ω9 | acide linoléique C18:2 ω6 |
| Fraîches                                                                | 66,21          | 4,96                  | 21,87                  | 5,55                      |
| Grillage sur plaques                                                    | 52,80          | 2,81                  | 12,29                  | 3,35                      |
| Bain de vapeur                                                          | 50,74          | 3,59                  | 14,95                  | 4,36                      |
| Séchage à 75 °C                                                         | 62,74          | 5,37                  | 26,72                  | 6,89                      |

Pour les méthodes de traitement par grillage sur plaques et bain de vapeur, on observe une diminution des taux d’acides gras variables. Les acides gras insaturés (acide oléique et linoléique) sont sensibles à l’oxydation. Ils doivent aussi être protégés des hautes températures car ils peuvent produire des trans-isomères cytotoxiques.
La méthode artisanale de grillage sur plaque produit la plus forte réduction des acides gras (43 % pour ac. stéarique, 44 % pour l’ac. oléique et 40 % pour l’ac. linoléique). La méthode par bain de vapeur est moins agressive et réduit un peu moins les composés lipidiques, bien qu’elle les soumette à une température de 120 °C. La méthode par séchage à 75 °C est encore moins agressive et donne pour l’acide oléique une valeur de 26,7 g/100 g de matière sèche (MS) identique celle de la table de Ciqual. Il est très intéressant notent les auteurs, que le contenu de chaque acide gras du lot obtenu par séchage est plus élevé que pour les noix crues. Toutefois, les ratios des acides gras entre eux sont restés très proches et non affectés par 3 heures de séchage à 75 °C.

### Micronutriments
La noix de cajou est riche en micronutriments : vitamines et oligo-éléments.
Par rapport aux apports journaliers recommandés, elle est une bonne source de minéraux, en particulier de cuivre, de manganèse, de magnésium, phosphore, potassium.
Elle est également une bonne source de vitamine B1, vitamine B6 et vitamine K.
Comme pour les acides gras, la méthode de décorticage de la noix de cajou brute influe grandement sur les concentrations des vitamines. Trox et al. qui ont comparé six méthodes d’extraction, ont trouvé une quantité considérable de vitamine B1 (1,08 mg/100g de MS) dans la noix brute, alors que les méthodes par bain de vapeur ou par grillage sur une plaque en ont dégradé la moitié (ne reste que 0,52-0,51 mg/100g de MS). La table Ciqual avec 0,36 mg/100g ne représente que le tiers. L’équipe de Trox et al. a aussi trouvé une quantité appréciable de β-carotène (9,57 µg/100g de MS) dans la noix fraîche, moindre pour les noix obtenues par bain à la vapeur (7,90 µg/100g de MS) ou par grillage sur plaque (4,29 µg/100g de MS). La table Ciqual donne une valeur nulle. La même remarque peut être faite pour la vitamine E.

## Composés phénoliques
Il est important de connaître les composés phénoliques de la noix de cajou, car ils peuvent avoir des intérêts biologiques intéressants, comme la prévention de la peroxydation des lipides, responsable du rancissement des aliments. Le tégument (testa) couvrant la noix de cajou contient de grandes quantités de composés phénoliques (ou biophénols).

### Flavonoïdes, lignanes
D’après Phenol-Explorer, les flavan-3-ols et les lignanes suivants sont présents dans la noix de cajou crue :
| Composés phénoliques de la noix de cajou crue en mg/100 g de poids frais |                              |               |              |                      |
| Flavanols                                                                | Flavanols                    | Lignanes      | Lignanes     | Lignanes             |
| (-)-épicatéchine                                                         | (-)-épicatéchine 3-O-gallate | Lariciresinol | Matairesinol | Secoisolariciresinol |
| 0,90                                                                     | 0,20                         | 49,60         | 2,50 e-03    | 6,73                 |

La teneur en polyphénols totaux, d’après Phenol-Explorer, est de 232,90 mg/100 g de poids frais. La pellicule entourant l'amande est un tégument (ou testa) brun rougeâtre, riche en tanins condensés. Les composés phénoliques sont des flavanols représentant 40 % des phénols totaux de la noix de cajou.
Dans le cadre d’une étude comparative du contenu phénolique des amandes de dix fruits à coque du commerce, Yang et al. ont procédé à une extraction par solvant des composés phytochimiques libres et liés. Ils ont établi, par la méthode colorimétrique de Folin-Ciocalteu, que la noix de cajou possédait le contenu phénolique de 316 mg/100 g, largement inférieur à la noix commune 1 580 mg/100 g ou la noix de pécan (1 464 mg/100 g), un peu moins que la cacahouète ou la pistache (572 mg/100 g), mais semblable à la noisette (315 mg/100 g) et supérieure à l’amande (213 mg/100 g)
Une méthode colorimétrique a déterminé le contenu en flavonoïde total :
| Noix                                       | Pécan | Cacahouète | Noix de cajou | Noisette | Amande | Activités antioxydantes de 10 fruits à coque |
| ------------------------------------------ | ----- | ---------- | ------------- | -------- | ------ | -------------------------------------------- |
| Contenu phénolique total (mg/100 g)        |       |            |               |          |        |                                              |
| 1 580                                      | 1 464 | 646        | 316           | 315      | 213    |                                              |
| Contenu flavonoïde total (mg/100 g)        |       |            |               |          |        |                                              |
| 745                                        | 705   | 190        | 64            | 114      | 93     |                                              |
| Activité antioxydante totale (µmol vit. C) |       |            |               |          |        |                                              |
| 458                                        | 427   | 81         | 30            | 7        | 25     |                                              |

Les mesures d’activité antioxydante de Yang et al. ont établi une suprématie écrasante de la noix commune et de la noix de pécan, suivie de très loin par la pistache et la noix de cajou, l'amande et la noisette (sans différence significative entre les deux derniers). Cette étude suggère que plus le contenu phénolique total est grand, plus l’activité antioxydante est importante.

### Acides anacardiques, cardanols, cardols
Les noix de cajou représentent aussi une source bon marché de lipides phénoliques non-isoprénoïdes ayant une variété intéressante d’activités biologiques et d’applications médicales. L’extraction des alkylphénols au Soxhlet de différentes parties de l’anacardier se fait avec deux solvants, l’hexane et le méthanol. On trouve dans les noix de cajou, les pommes de cajou, les fibres, et le baume de cajou, des quantités très différentes d’acides anacardiques, de cardanols et de cardols. La plus grande quantité d’acides anacardiques est extraite du baume de cajou (353,6 g/kg), et la plus faible vient des noix après traitement à la chaleur (0,65 mg/kg).
| Quantité d'alkylphénols (g/kg) dans divers produits de l’anacardier |         |           |              |       |
| Composés                                                            | Baume   | Noix crue | Noix grillée | Pomme |
| Acides anacardiques                                                 | 353,58  | 1,06      | 0,65         | 1,10  |
| Cardanols                                                           | 218, 29 | i.        | i.           | i.    |
| Cardols                                                             | 144,83  | 0,29      | 0,16         | i.    |

Trois acides anacardiques ont été identifiés, celui avec la chaîne alkyl possédant trois liaisons doubles a la capacité antioxydante la plus grande. Fait remarquable, les noix de cajou crues et les pommes de cajou possèdent les mêmes concentrations d'alkylphénols. À ces taux-là, elles sont donc consommables quoique peu plaisantes au palais.
Les extraits à l’hexane faits sur le baume, la noix et la pomme de cajou manifestent des potentiels antioxydants significatifs. Le baume a la capacité antioxydante la plus grande, suivi par la pomme puis la noix de cajou crue et enfin la noix grillée. La capacité antioxydante est significativement corrélée avec la concentration en alkylphénols des extraits.
Ces trois alkylphénols, qui, à faibles doses dans la noix de cajou grillée sont bénéfiques, à forte dose dans la coque sont dangereux puisqu’ils peuvent provoquer des dermites allergiques de contact et même des chocs anaphylactiques.
Les activités biologiques de la pomme de cajou et du baume de cajou ont attiré l’attention des chercheurs dans le domaine de l’activité antitumorale, antimicrobienne, inhibition de la tyrosinase etc, Ainsi, le jus de la pomme de cajou frais ou transformé produit au Brésil pourrait protéger les cellules contre la mutagenèse induite par les mutagènes directs et indirects..

## Potentiel allergénique et toxicité

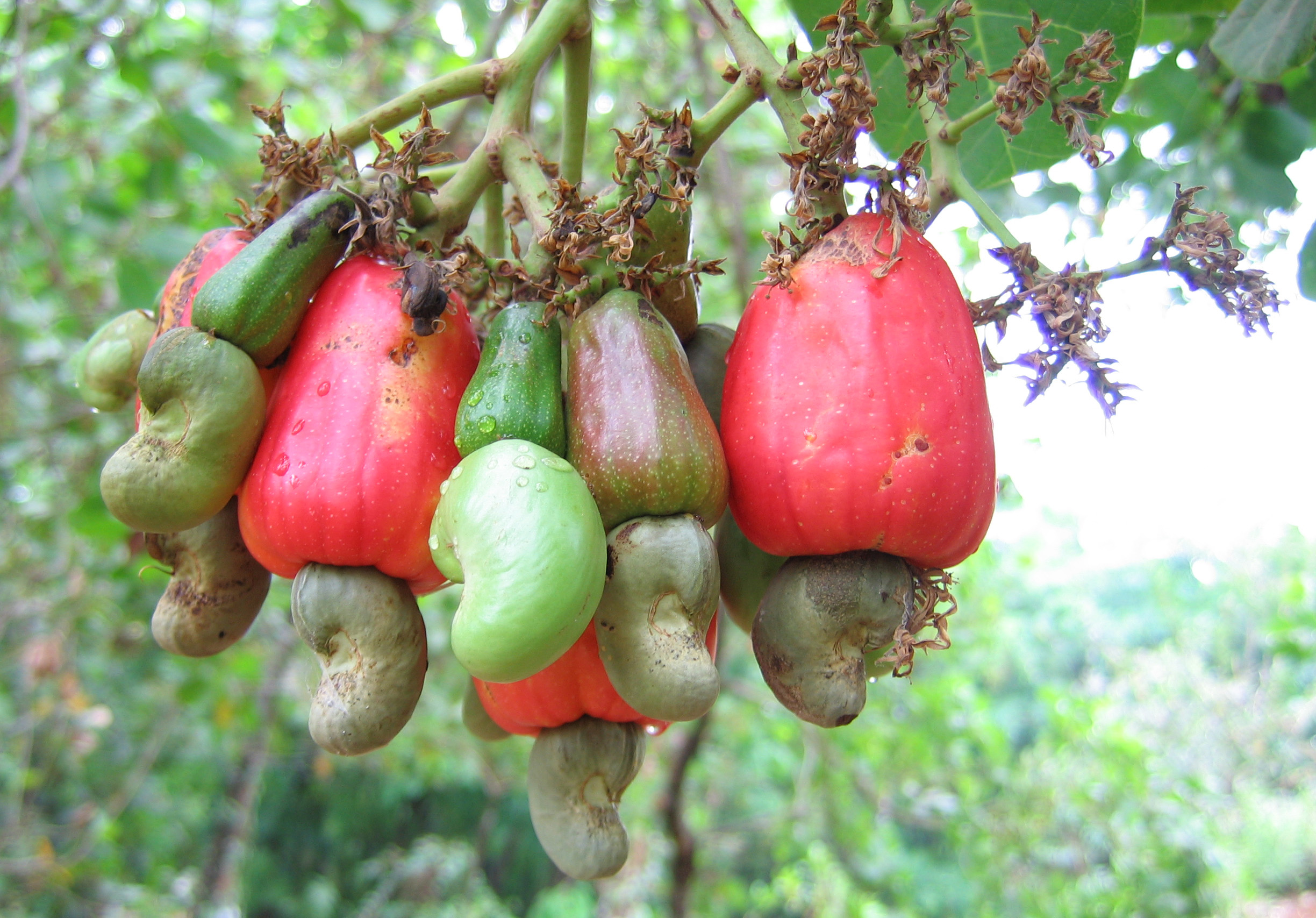
Noix de cajou suspendues à leur branche.

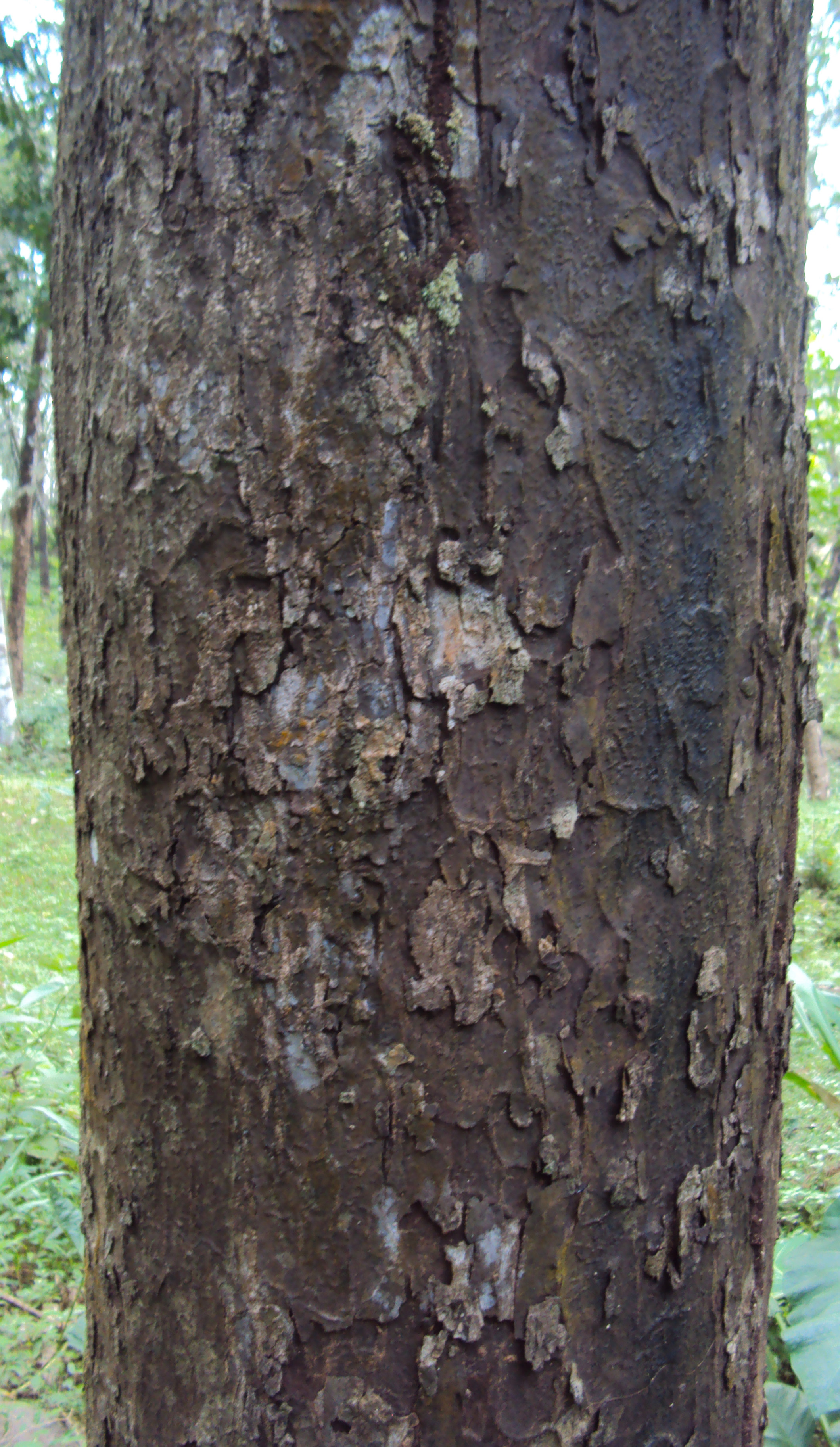
Tronc de l'arbre à cajou.

Les plantes de la famille des Anacardiaceae qui comprend l’anacardier et le manguier (Mangifera indica), peuvent être responsables de dermite de contact allergique. L’affection est bien connue des ouvriers travaillant dans les fermes produisant des noix de cajou, mais les dermatologues rapportent aussi des cas de voyageurs des régions tempérées s’étant rendus dans un pays tropical.
Le Centre antipoison belge rapporte que lors d'un voyage au Brésil, une jeune fille de 17 ans mangea une bouchée de pomme de cajou qu’elle trouva astringente puis elle mordit, sans avaler, dans la coque de la noix de cajou. Elle ressentit aussitôt un goût très amer et une sensation de brûlure dans la bouche. Quinze minutes plus tard, elle développa une éruption cutanée prurigineuse linéaire, rougeâtre-brunâtre sur le front et une lésion semblable quoique plus large (une bande de 5 sur 7 cm) sur le côté gauche de l’abdomen. Au bout d’une semaine, cinq à six nouvelles lésions prurigineuses apparurent, d’aspect similaire, sur les deux côtés de l’abdomen. Traitée par un antihistaminique oral et corticostéroïde, le prurit s’atténua un peu. Les lésions disparurent progressivement au bout de quatre à cinq semaines.
La résine contenue dans la coque contient trois classes d’allergènes : des acides anacardiques, des cardanols et des cordols, ces derniers considérés comme les plus actifs. Ils sont chimiquement reliés à l’urushiol (Rhus antigens) et peuvent comme lui, provoquer des dermites allergiques de contact.
Après ingestion, l’anacarde est responsable d’anaphylaxie et de dermites de contact systémique, beaucoup plus graves.

## Utilisations

### Pomme de cajou

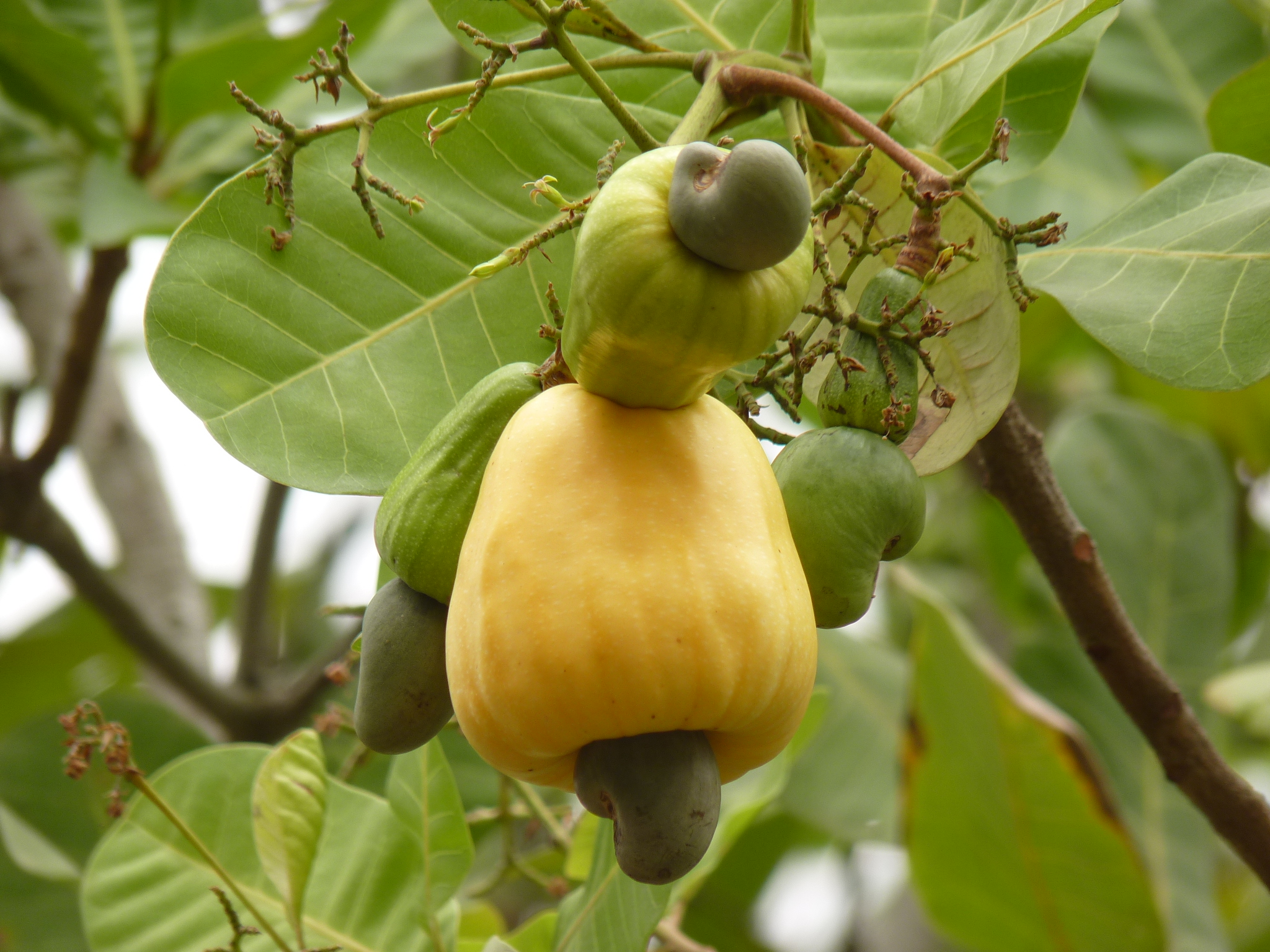
Fruit d'acadjou

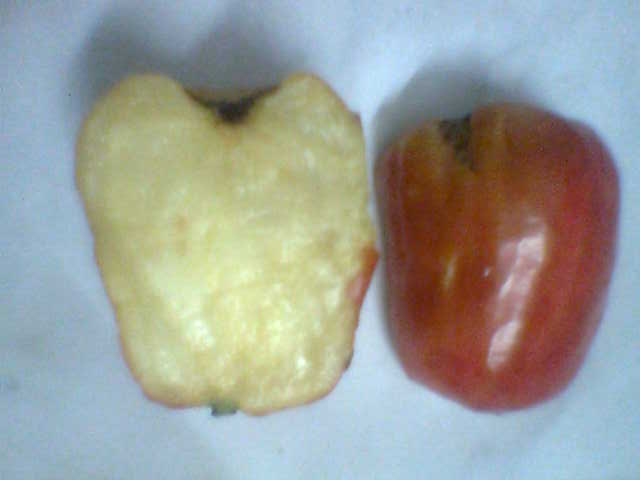
Pomme de cajou coupée en deux.

Dans certains pays, la pomme de cajou est assez négligée sur le plan commercial, comparée à la noix de cajou. C’est un pseudo-fruit fragile, très juteux et fibreux, qui se transporte difficilement et devait jadis être consommé localement. De plus il n’est pas apprécié par tous les consommateurs en raison de son goût aigre et astringent ou en raison de sa texture : il est jugé « très fibreux et vaguement cotonneux, comme une barbe à papa qui, au lieu de s’évanouir en bouche, deviendrait des fibres et de l’eau ».
Mais dans certains pays, plutôt que de laisser les pommes-cajou pourrir dans les vergers, on s’est efforcé de trouver les transformations les rendant plus acceptables sous forme de jus, de boissons alcoolisées, de bonbons, de sirop et d’autres boissons. La pomme-cajou est très riche en vitamine C, avec environ 200 mg/100g de jus, soit quatre fois plus que le jus d’orange. Elle possède aussi de fortes concentrations en acide anacardique, en caroténoïdes et composés phénoliques.

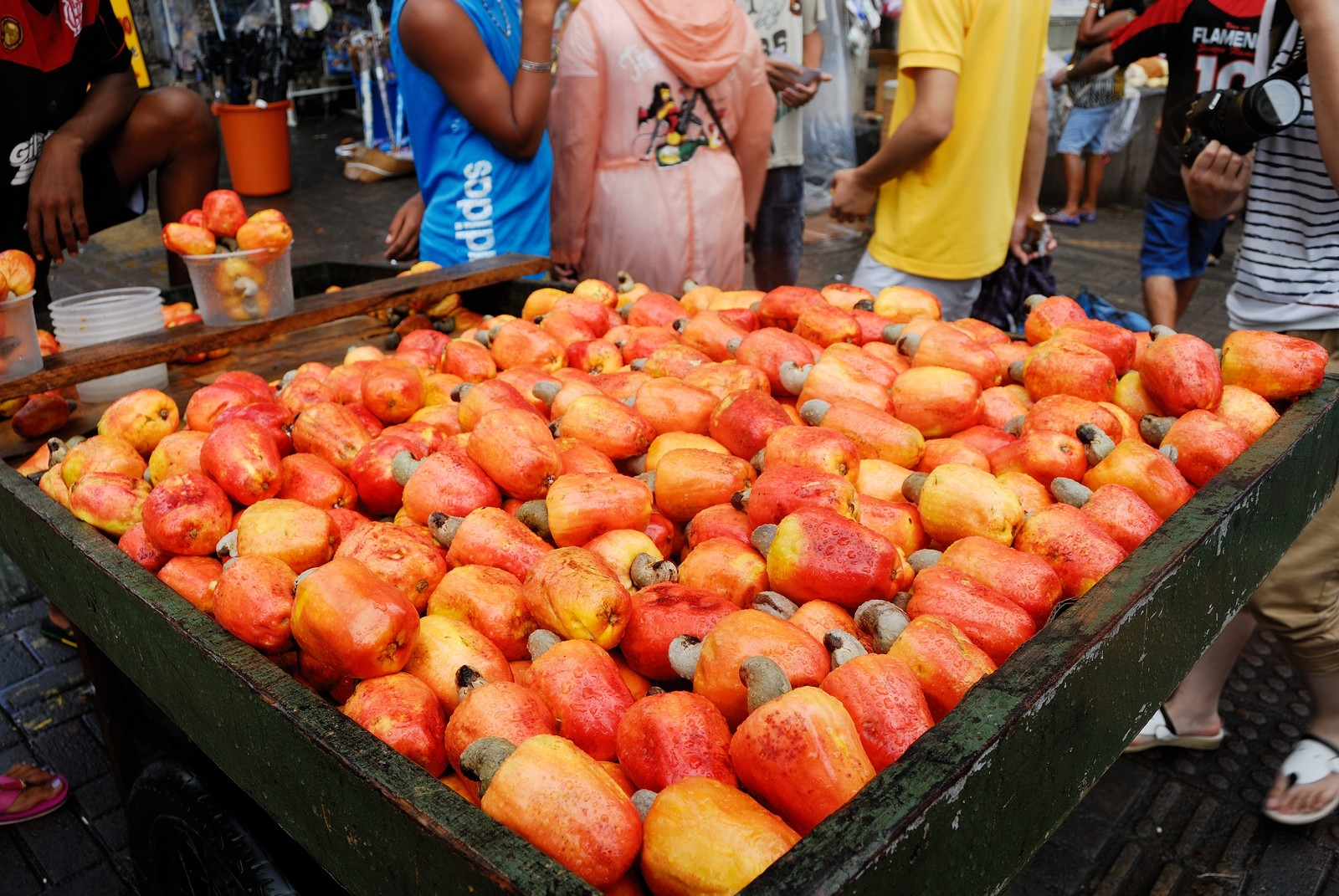
Vente de pommes de cajou (avec leur noix attenante) sur un marché à Joao Pessoa (Brésil).

Dans le Nord-Est du Brésil, la pomme de cajou est communément consommée sous forme de jus frais ou de jus transformé, clarifié (cajuina en portugais). Les pommes et noix de cajou ne sont pas cueillies sur l’arbre mais collectées une fois tombées à terre, car il est difficile d’apprécier leur maturité quand elles sont sur l’arbre. Les pommes de cajou sont vendues sur le marché des fruits frais avec leur noix accolées (pour préserver la pomme d'une détérioration rapide). En magasins, les pommes sont présentées par 4 ou 5 sur de petits plateaux, enveloppées dans un plastique de polyéthylène dans une atmosphère passive modifiée. Ce qui permet d’avoir des pommes de cajou fraîches sur les marchés de Sao Paulo et Rio de Janeiro, à plus de 3 000 km des zones de production.

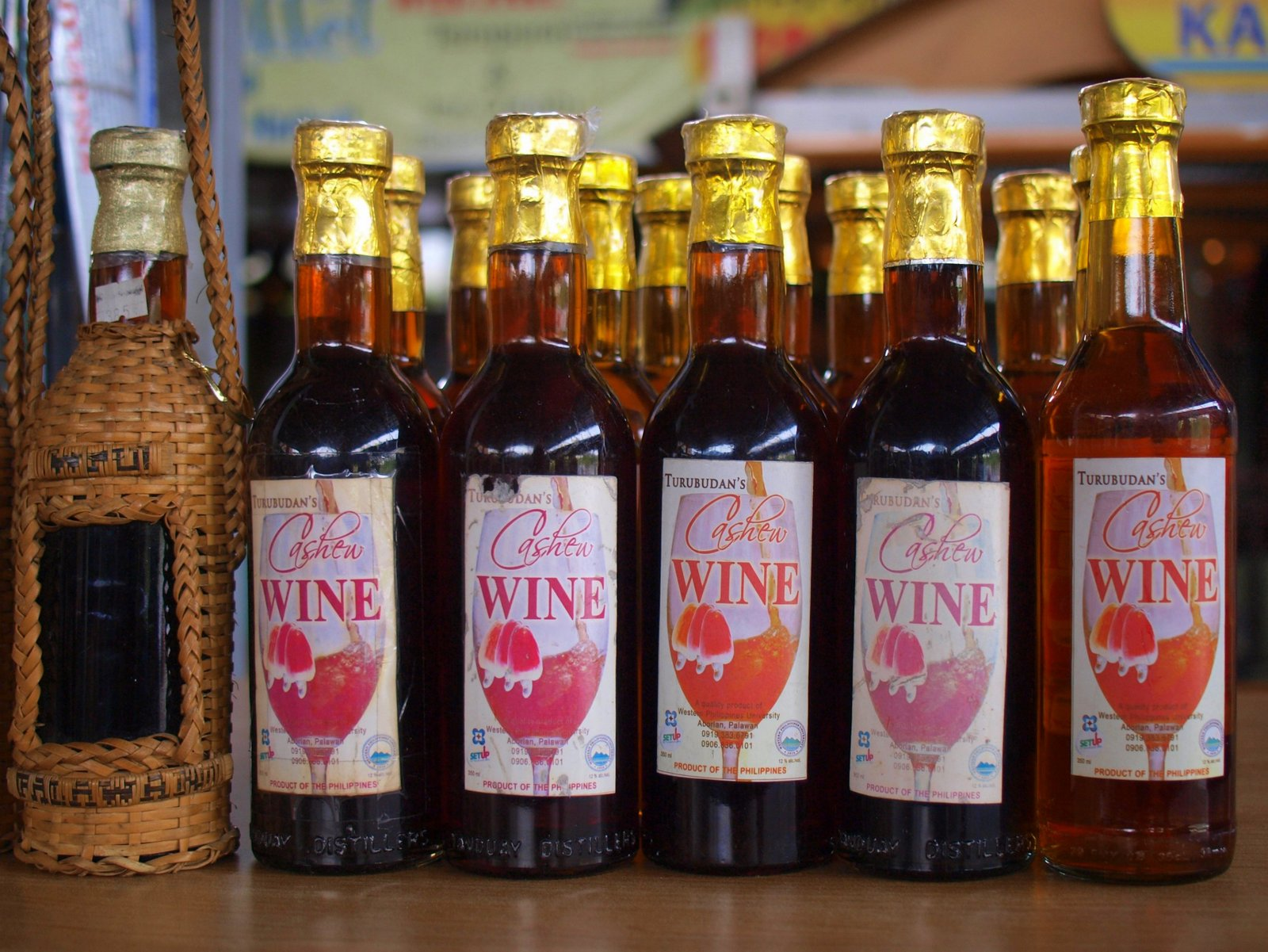
Boisson alcoolisée obtenue par fermentation du jus de pomme-cajou (Philippines).

En 2007, il y avait au Brésil une douzaine d’usines d’extraction du jus de pommes de cajou. Par pressage des pommes, on sépare le jus d'avec les fibres (riches en acide anacardique) qui peuvent être utilisées dans l’alimentation animale. Avant d’être mis en bouteille ou en boîte de carton, le jus est homogénéisé et pasteurisé. Cette procédure est maintenant imitée en Afrique et en Asie.
On fabrique aussi des boissons alcoolisées à partir de la pomme-cajou dans de nombreux pays. Citons ainsi un « vin de cajou » (cashew wine) aux Philippines, fabriqué par fermentation à partir du jus de pomme-cajou. C’est une boisson pétillante de 10-12 °C qui s’améliore et devient rougeâtre en vieillissant. Ces vins de cajou se rencontrent aussi dans de nombreux pays (Bénin, Guinée-Bissau…). Lorsqu’on distille cette boisson fermentée, on obtient un alcool fort, comme le feni à Goa en Inde ou le Muchekele (en langue Makua) au Mozambique.
Aux Antilles françaises, la pomme de cajou est consommée fraîche, en confiture ou est mise à macérer dans du rhum.
En Afrique occidentale, principalement en Guinée-Bissau, elle sert de base, après fermentation, à la fabrication du vin de cajou.

### Tégument entourant l'amande
La pellicule entourant l'amande est un tégument (ou testa) brun rougeâtre, riche en tanins condensés. Les composés phénoliques sont des flavanols, représentant 40 % des phénols totaux de la noix de cajou. Les noix commercialisées sont parfaitement blanches et débarrassées de leur tégument qui est ensuite brûlé comme la coque ou utilisé en tant que complément à l'alimentation du bétail.

### Coque
Quand on la casse pour en extraire l’amande, la coque produit un liquide caustique, fortement irritant pour la peau qui à la longue, peut provoquer de graves brûlures. Les ouvriers des fermes qui manipulent les noix de cajou souffrent d’érythèmes, d’œdèmes, de papulo-vésicules et mêmes d’ulcérations dans les zones cutanées exposées.
La coque sert ensuite comme matériau de chauffage pour les fours utilisés dans le traitement des noix (traitement industriel).
Mais la simple combustion de l'huile contenue dans les coques pose des problèmes environnementaux tels que des fumées acides nocives pour l'homme et l'environnement. On recommande de procéder plutôt à une pyrolyse, ce qui permet également de brûler moins de bois.

### Baume de cajou
La résine appelée « baume de cajou » (en anglais Cashew Nut Shell Liquid CNSL) contenue dans la coque, est un sous-produit important de la production de noix de cajou, ayant de multiples usages dans l'industrie. Elle est ainsi employée dans la fabrication d'encres, de vernis de protection contre les insectes ravageurs, d'imperméabilisants, d'insecticides ou encore d'éléments de friction de véhicules comme dans les freins et les embrayages.  À La Réunion, elle était autrefois utilisée en médecine contre l’eczéma, les ulcères et le psoriasis.

#### Crème et filtre solaires
Des chercheurs de l'université de Witwatersrand en Afrique du Sud et d'autres scientifiques d’Allemagne, de Tanzanie et du Malawi ont synthétisé des composés aromatiques capables d’absorber les rayons UV du soleil, à partir du liquide contenu dans les coques de noix de cajou. Ils doivent « servir à la fabrication de nouvelles crèmes solaires, mais aussi pouvoir être intégrés dans la formulation de polymères ou de revêtements anti-UV »,.
Dans la mesure où les crèmes solaires classiques sont généralement issues de la pétrochimie et sont difficilement biodégradables et particulièrement nocives pour les écosystèmes marins, les règlementations se font plus strictes, « comme sur cet archipel du Pacifique, les Palaos, qui compte interdire l'usage de crème solaire à partir de 2020 ». Un filtre solaire d'origine végétale serait une solution plus écologique et participerait au développement durable. « Un brevet a déjà été déposé par l’équipe de chimistes ».

### Amande
La noix de cajou vendue dans le commerce pour être consommée est l'amande du fruit (botanique). Elle n’est généralement pas consommée crue, non pas parce que les acides anacardiques sont en concentrations trop importantes, comme on le lit souvent,, mais simplement parce qu’elles sont très fades. Des témoignages d’Indiens de Goa indiquent qu’on peut cueillir dans l’arbre la pomme-cajou et sa noix attenante et les consommer sur le champ. La pomme de cajou a un goût fort et il est difficile d’en manger plus que quelques tranches. De même pour la noix de cajou crue, mais à cause, là, de son insipidité. Il faut faire cependant attention à la sécrétion produite lors de la cueillette, elle peut être irritante pour la peau.
Sous forme grillée et salée, elle peut être utilisée en accompagnement aux boissons alcoolisées lors de l'apéritif. Sous forme broyée ou entière, elle entre dans la composition de plusieurs plats cuisinés (rôti végétarien, poulet aux noix de cajou, etc.) ou pour agrémenter les salades. On en fait également du fromage et de la crème végétaliens.

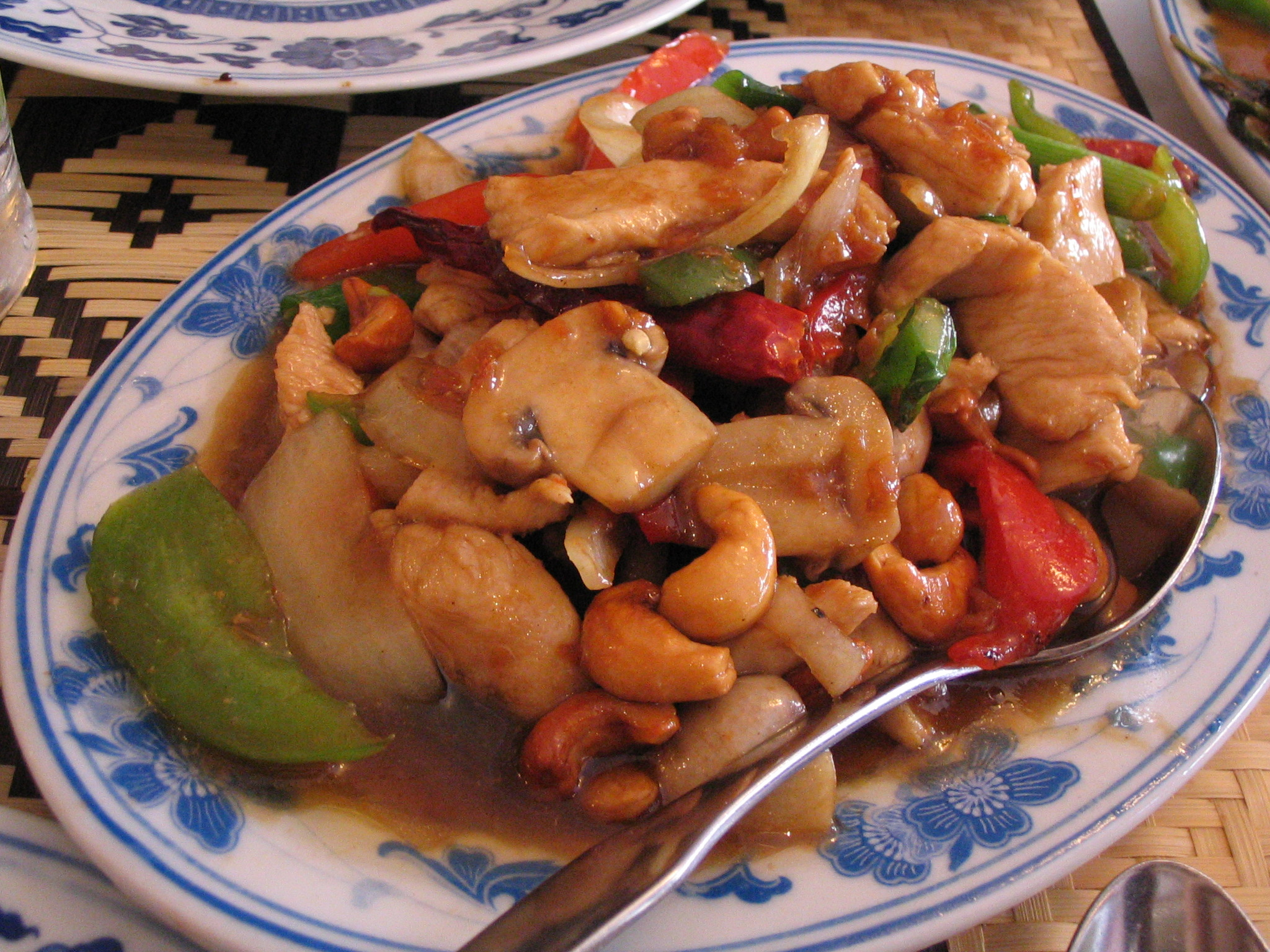
Poulet aux noix de cajou, piments séchés, champignons et poivre, cuisine Thai.
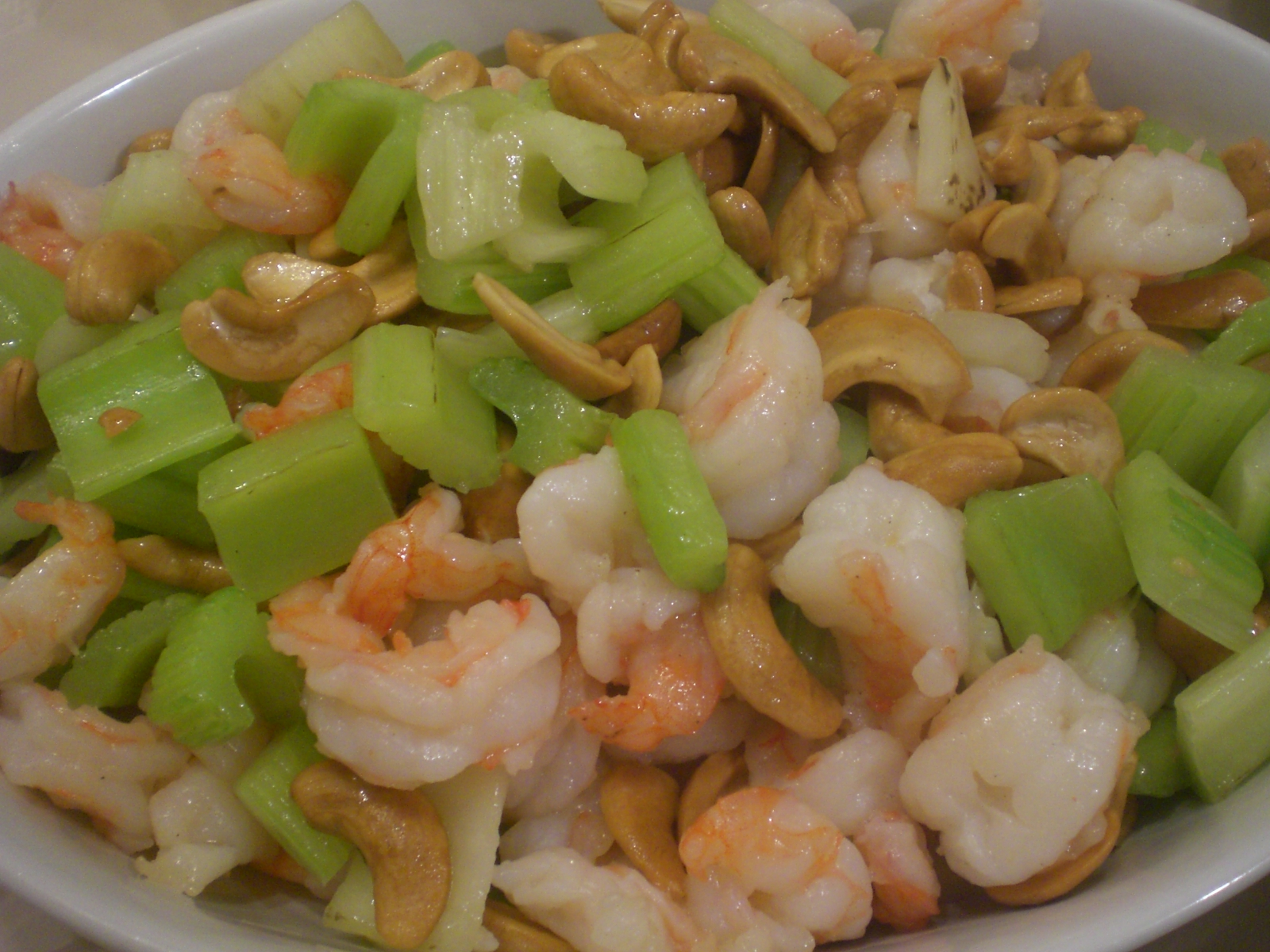
Crevettes aux noix de cajou et céleri, Hong Kong.
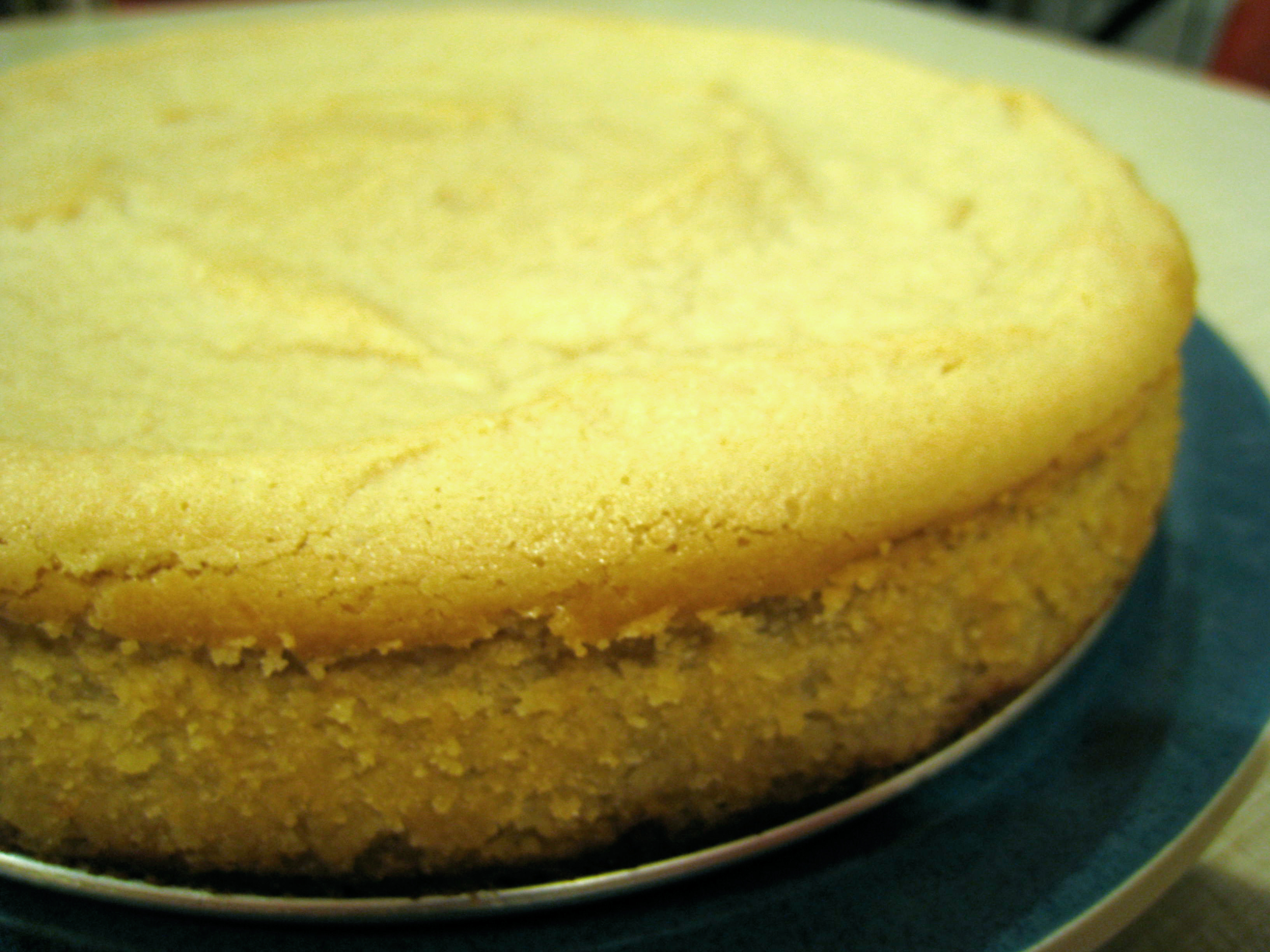
Cheese cake aux noix de cajou végétalien.
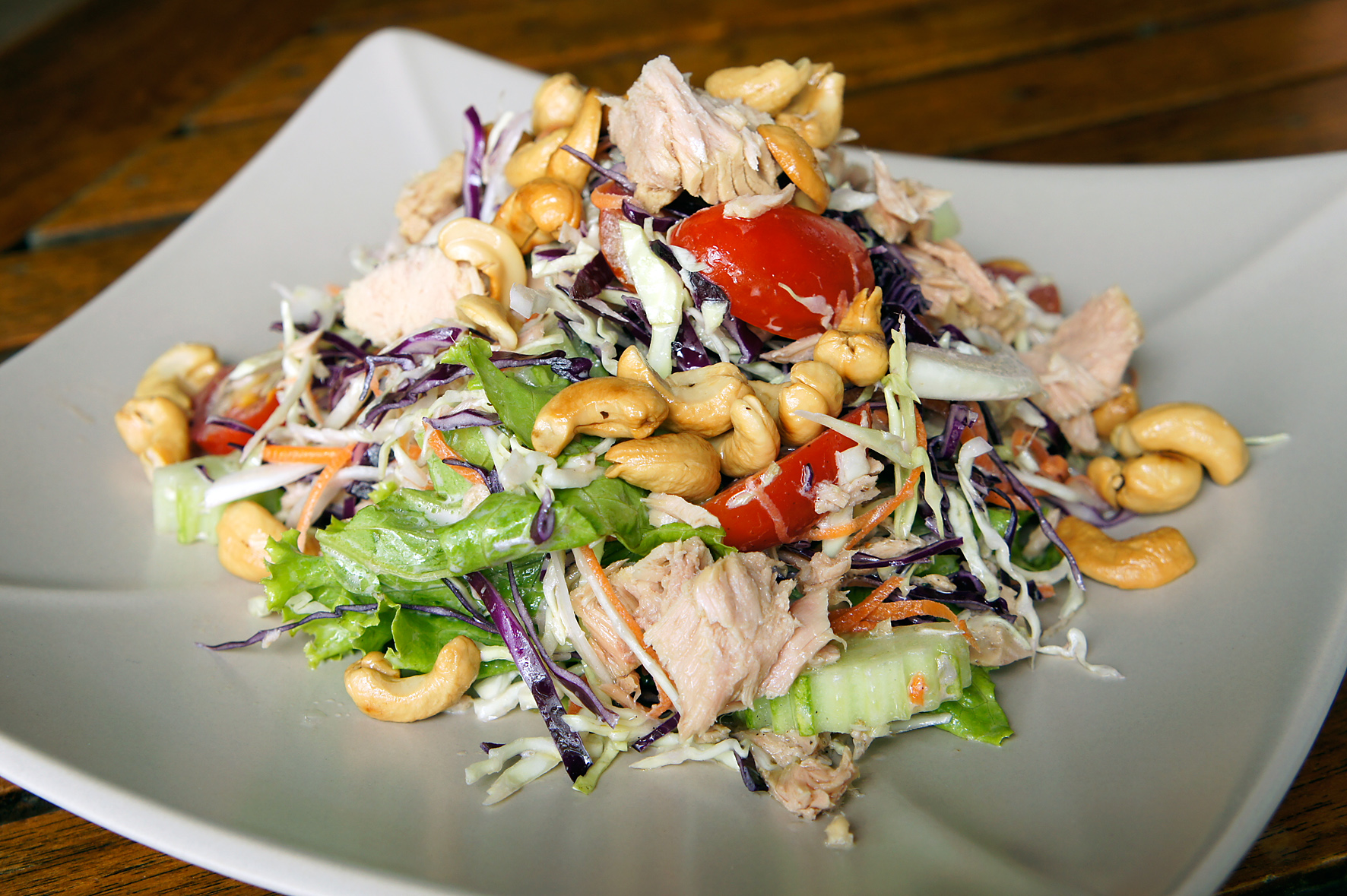
Salade de poulet aux crudités et noix de cajou, cuisine thaï.
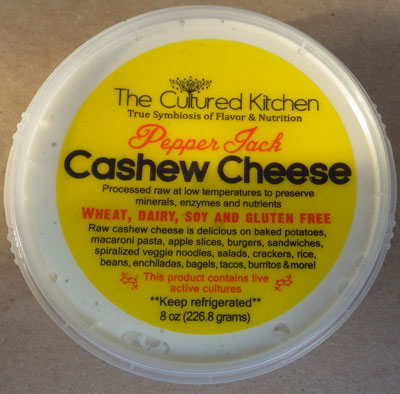
Fromage de noix de cajou, produit de Sacramento (États-Unis).
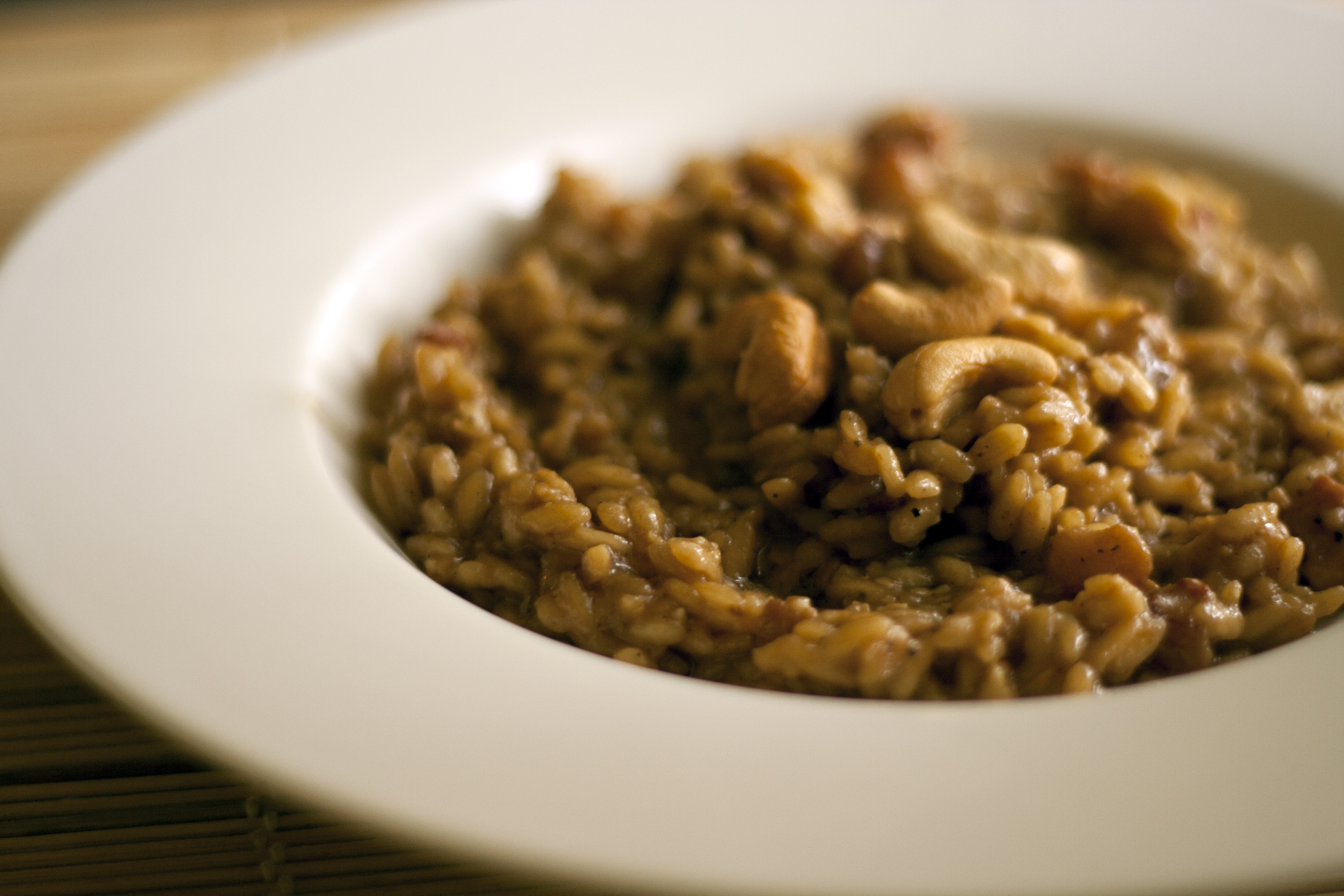
Risotto de lard et noix de cajou au Marsala, cuisine italienne[30].
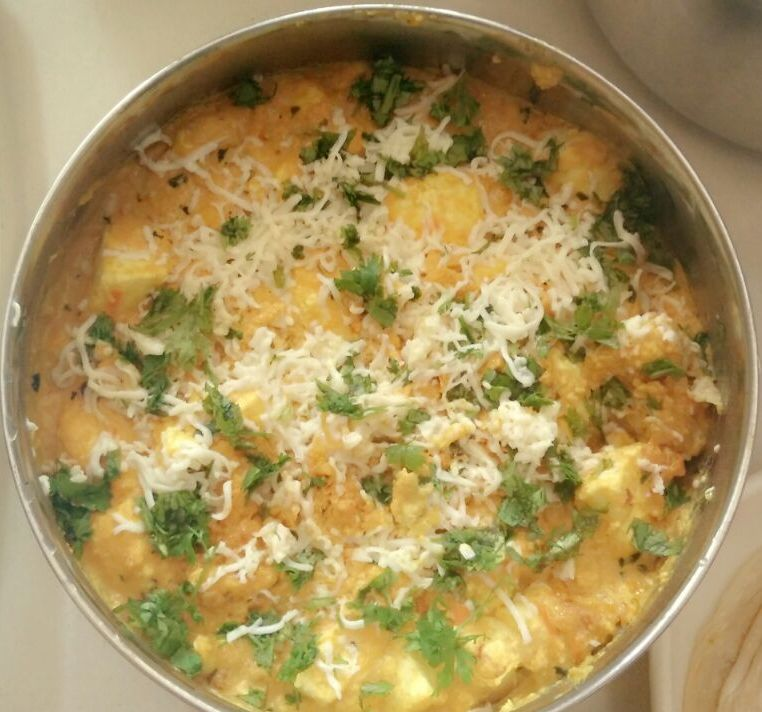
Paneer Lajawab dans une sauce à base de noix de cajou et tomates, cuisine indienne.

De l'amande est aussi extraite par pressage une huile vierge utilisée en cosmétique ou en pharmacologie, plus rarement (à cause de son coût élevé) dans les préparations culinaires en tant qu'huile alimentaire.

## Commerce international
Depuis 1999 existe une réglementation visant à établir des standards commerciaux et de qualité des amandes de cajou au sein des pays membres de la Communauté économique européenne (CEE) et de l'Organisation des Nations unies (ONU).

### Qualité
La norme CEE/ONU codifie les divers aspects que peuvent présenter les amandes destinées à la consommation.
Caractéristiques sanitaires
Les amandes doivent être saines et exemptes de moisissures, de rancissement, propres (sans leur pellicule adhérente) et sans insectes, entre autres.
Intégrité du produit
- Entières : dont moins d'un huitième de l'amande est brisée ;
- Brisées :

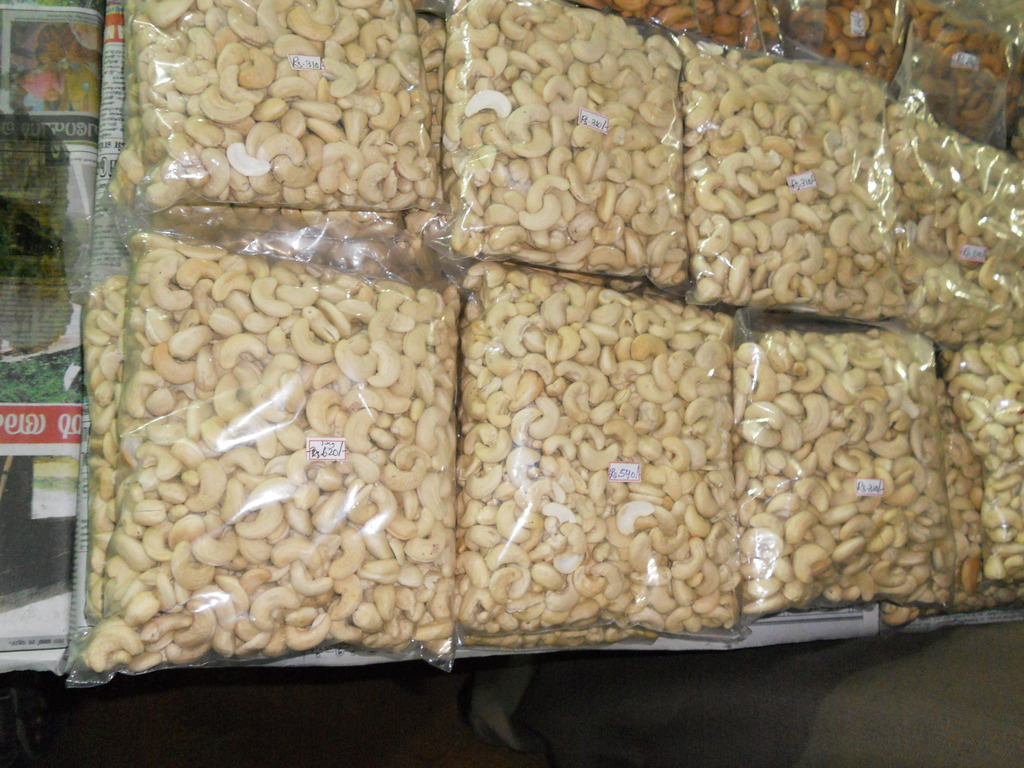
Paquets de noix de cajou en vente en Indonésie.

  - Tronçons : au moins trois huitièmes d'amandes entières brisées ;
  - Fendues : dans le sens de la longueur ;
  - Morceaux : en plus de deux morceaux.

Classification
- Extra : amandes de qualité supérieure, ne présentant que de très légères altérations superficielles ;
- Catégorie I : amandes de bonne qualité pouvant présenter quelques défauts (couleur par exemple) ;
- Catégorie II : amandes parfaitement aptes à la consommation mais ayant des défauts (insuffisamment développées, taches noires dues à une trop forte torréfaction, etc.).

Calibrage
| Calibre                             | Amandes/kg                                                                                 |
| ----------------------------------- | ------------------------------------------------------------------------------------------ |
| 150 180 210 240 280 320 400 450 500 | 265 - 325 326 - 395 395 - 465 485 - 530 575 - 620 660 - 706 707 - 880 881 - 990 990 – 1100 |

- Entières : Le calibrage est obligatoire pour la catégorie Extra, mais facultatif pour les catégories I et II.
- Brisées : classification suivant la taille des morceaux
  - Gros morceaux ;
  - Petits morceaux ;
  - Très petits morceaux ;
  - Granules.

Tolérances
Il est toléré au sein des différentes classifications la présence d'amandes de classes inférieures ou présentant des défauts d'ordre sanitaire par exemple. La quantité des erreurs admissibles est réglementée et varie en fonction de la classe, valeur se réduisant au fur et à mesure que la qualité augmente.
Réglementations nationales
Certains pays possèdent une réglementation propre pour classifier sur une plus large échelle les amandes suivant leur couleur, leur calibre et leur intégrité.
- Inde : 33 grades différents ont été déterminés, dont 26 exportés. Parmi ceux-ci et pour les amandes entières, les White Wholes (W [+ numéro de calibre]), Scorched Wholes (SW [+ numéro de calibre]) et Dessert Wholes (SSW et DW). D'autres grades sont disponibles dans la qualité Brisées.
- Brésil : définie par l’Association of Food Industries (AFI) de New York, comporte elle aussi de nombreux grades dont, pour la qualité Entières, W [X] 450, 320 ou 240, ce dernier nombre représentant une fourchette de calibre, LW [X] (calibre de 180 à 210) et SLW [X] (calibre de 160 à 180), le [X] étant lui remplacé par un chiffre (de 1 à 3) suivant l'uniformité de la couleur.

### Production et échanges mondiaux
| Pays                   | Production (en tonnes) | Production (en tonnes) | Production (en tonnes) | Production (en tonnes) | Production (en tonnes) | Production (en tonnes) | Production (en tonnes) | Production (en tonnes) |
| Pays                   | 1961                   | 1970                   | 1980                   | 1990                   | 2000                   | 2010                   | 2020                   | 2021                   |
| ---------------------- | ---------------------- | ---------------------- | ---------------------- | ---------------------- | ---------------------- | ---------------------- | ---------------------- | ---------------------- |
| Côte d'Ivoire          | 400                    | 300                    | 600                    | 6 500                  | 63 380                 | 380 000                | 848 700                | 837 850,12             |
| Inde                   | 85 000                 | 123 319                | 180 266                | 285 590                | 520 000                | 613 000                | 703 000                | 738 000                |
| Viêt Nam               | 700                    | 2 100                  | 5 600                  | 140 000                | 67 599                 | 311 744                | 348 504,36             | 399 307,75             |
| Philippines            | 7 500                  | 6 315                  | 3 681                  | 97 674                 | 111 019                | 134 681                | 255 914,77             | 255 931,01             |
| Tanzanie               | 50 000                 | 107 445                | 41 416                 | 17 060                 | 121 600                | 74 170                 | 232 681                | 210 786                |
| Indonésie              |                        |                        | 9 074                  | 29 907                 | 69 927                 | 115 149                | 165 868                | 170 462                |
| Bénin                  | 50                     | 627                    | 1 086                  | 3 000                  | 40 000                 | 102 137                | 137 926                | 150 414                |
| Burkina Faso           |                        |                        | 200                    | 1 074                  | 5 848,11               | 20 800                 | 135 000                | 137 722,07             |
| Mozambique             | 107 000                | 184 000                | 71 100                 | 22 524                 | 57 894                 | 96 558                 | 143 000                | 135 160,94             |
| Guinée-Bissau          | 2 000                  | 2 500                  | 3 500                  | 30 000                 | 72 725                 | 111 767,47             | 120 000                | 122 283,22             |
| Nigeria                | 7 000                  | 25 000                 | 25 000                 | 30 000                 | 466 000                | 791 726,19             | 112 700                | 118 623,66             |
| Brésil                 | 9 670                  | 20 309                 | 75 000                 | 107 664                | 138 608                | 104 342                | 139 921                | 111 103                |
| Ghana                  |                        |                        |                        | 480                    | 9 137,75               | 32 638,02              | 90 471,24              | 105 982,92             |
| Mali                   |                        |                        | 716                    | 0                      | 19 251,78              | 35 110,6               | 73 995                 | 75 327                 |
| Guinée                 |                        |                        |                        | 2 017                  | 1 350                  | 7 100                  | 37 000                 | 34 549,98              |
| Thaïlande              | 500                    | 1 300                  | 4 500                  | 11 850                 | 44 789                 | 37 857                 | 25 021,88              | 24 790,82              |
| Malaisie               | 3 600                  | 4 300                  | 5 200                  | 10 000                 | 12 952,21              | 14 594,66              | 16 244,88              | 16 259,39              |
| Sri Lanka              | 4 240                  | 2 770                  | 8 260                  | 9 000                  | 4 610                  | 6 970                  | 33 655                 | 10 335                 |
| Kenya                  | 3 000                  | 22 200                 | 15 000                 | 7 000                  | 12 500                 | 17 568                 | 12 667,7               | 9 121                  |
| Sénégal                |                        |                        |                        | 500                    | 7 000                  | 6 000                  | 8 901,16               | 9 027,18               |
| Togo                   |                        |                        |                        | 587                    | 249,27                 | 4 900                  | 8 030,37               | 8 070,91               |
| Madagascar             | 1 600                  | 2 400                  | 3 400                  | 5 300                  | 6 500                  | 6 912,61               | 7 232,26               | 7 257,26               |
| Mexique                |                        |                        | 316                    | 168                    | 1 001                  | 4 406                  | 4 077,27               | 3 781,05               |
| Pérou                  |                        |                        |                        | 2 700                  | 2 717                  | 2 124                  | 3 671,03               | 3 766,34               |
| Gambie                 |                        |                        |                        |                        |                        | 4 000                  | 2 758,46               | 2 741,29               |
| Honduras               |                        |                        |                        | 1 500                  | 1 693,54               | 1 900                  | 2 130,9                | 2 145,81               |
| Angola                 | 1 000                  | 1 300                  | 1 200                  | 816                    | 1 100                  | 1 750                  | 2 074,55               | 2 067,31               |
| Colombie               |                        |                        |                        |                        | 9 107,89               | 6 045,95               | 819,5                  | 1 577,65               |
| Birmanie               |                        |                        |                        |                        |                        | 900                    | 1 521,85               | 1 515,02               |
| Salvador               | 1 500                  | 1 700                  | 2 208                  | 2 098                  | 2 530                  | 2 061,39               | 1 055,94               | 1 077,14               |
| République dominicaine | 775                    | 804                    | 870                    | 930                    | 950                    | 894,79                 | 657,45                 | 670,54                 |
| Chine                  | 2 000                  | 3 250                  | 6 000                  | 1 000                  | 1 179                  | 569,7                  | 231,88                 | 231,28                 |
| Malawi                 |                        |                        |                        |                        | 213,4                  | 212,88                 | 214,36                 | 214,48                 |
| Belize                 |                        |                        |                        |                        | 720                    | 108                    | 0                      | 0                      |
| Guadeloupe             |                        |                        | 2                      | 0                      |                        |                        |                        |                        |
| Monde                  | 287 535                | 511 939                | 464 195                | 826 939                | 1 874 151,95           | 3 050 698,24           | 3 675 647,81           | 3 708 153,12           |

| Continent | Production (en tonnes) | Production (en tonnes) | Production (en tonnes) | Production (en tonnes) | Production (en tonnes) | Production (en tonnes) | Production (en tonnes) | Production (en tonnes) |
| Continent | 1961                   | 1970                   | 1980                   | 1990                   | 2000                   | 2010                   | 2020                   | 2021                   |
| --------- | ---------------------- | ---------------------- | ---------------------- | ---------------------- | ---------------------- | ---------------------- | ---------------------- | ---------------------- |
| Afrique   | 172 050                | 345 772                | 163 218                | 126 858                | 884 749,31             | 1 693 350,76           | 1 973 352,11           | 1 967 199,32           |
| Asie      | 103 540                | 143 354                | 222 581                | 585 021                | 832 075,21             | 1 235 465,35           | 1 549 962,61           | 1 616 832,26           |
| Amérique  | 11 945                 | 22 813                 | 78 396                 | 115 060                | 157 327,43             | 121 882,13             | 152 333,09             | 124 121,54             |
| Monde     | 287 535                | 511 939                | 464 195                | 826 939                | 1 874 151,95           | 3 050 698,24           | 3 675 647,81           | 3 708 153,12           |

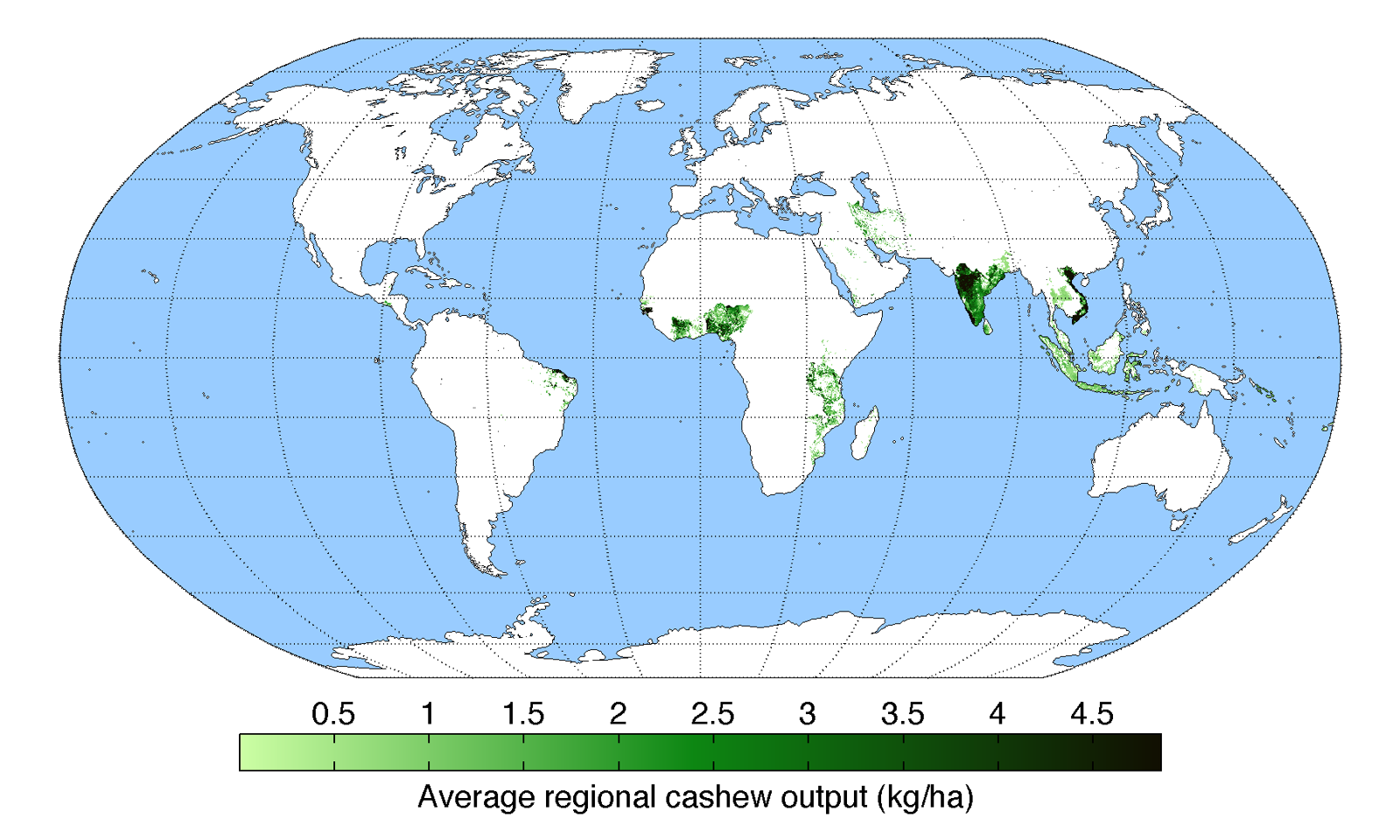
Zones de production de la noix de cajou en 2000.

Découvert au Brésil par les Portugais, l'anacardier est emmené par des colons en 1578 au Mozambique, puis dans le Kerala, en Inde, pour finalement se répandre dans d'autres régions de l'Asie.
Après un maximum de 4 430 341 tonnes en 2015, la production mondiale de noix de cajou est redescendue à 3 971 046 tonnes en 2017. Cette année-là, la production asiatique domine avec 50 % de la production mondiale, suivie de l’Afrique avec 44 % et loin derrière l’Amérique du Sud avec 5 %.
Cette production a fortement évolué depuis 1980. Principalement concentrée au Mozambique et en Inde jusqu'à la fin des années 1980, elle s'est ensuite fortement développée en Afrique de l'Ouest (Nigeria, Côte d'Ivoire, Bénin, Guinée-Bissau, Sénégal et Ghana en particulier), en Asie du Sud-Est (Viêt Nam, Cambodge et Indonésie), ainsi qu'au Brésil.
Le commerce international de la noix de cajou s'organise principalement autour de deux flux de marchandises :
- Des échanges entre Pays Moins Avancés et Pays Émergents : la noix de cajou non décortiquée d'Afrique de l'Ouest et d'Afrique de l'Est est exportée vers l'Inde et le Vietnam pour y être décortiquée.
- Des échanges entre Pays Émergents et Pays Industrialisés : l'amande de cajou (noix de cajou décortiquée) est exportée depuis l'Inde et le Vietnam vers l'Amérique du Nord, vers l'Europe de l'Ouest et dans de moindres proportions vers le Japon et l'Australie.

Actuellement, les trois acteurs principaux du marché sont le Vietnam, l’Inde et la Côte d’Ivoire. Le Vietnam importe une quantité importante de noix de cajou brutes, principalement d’Afrique, la production nationale comprise entre 350 000 et 400 000 tonnes par an ne couvrant que 25 à 30 % de la demande des transformateurs. La campagne de 2017 a été marquée par une très mauvaise récolte au Vietnam (16 % de la production mondiale), mais par de bonnes récoltes en Afrique de l’Ouest (45 % de la production mondiale) et en Inde (21 % de la production mondiale). En Côte d’Ivoire, la noix de cajou est l’une des principales cultures de rente des régions de savane du pays. Elle est cultivée par environ 330 000 ménages (environ 1,9 million de personnes) et est devenue la plus importante source de revenu en milieu rural, dans la moitié nord du pays où la pauvreté est accentuée. La valeur des exportations de 2016 de noix de cajou est estimée à plus de 800 millions de dollars US, hissant sur le plan national, la noix de cajou au 3e rang des produits d'exportation les plus importants après le cacao et les produits pétroliers raffinés, mais devant le caoutchouc, le coton et le café[réf. nécessaire].
| Tonnage et valeur de la production mondiale de fruits à coque (faostat) | Tonnage et valeur de la production mondiale de fruits à coque (faostat) | Tonnage et valeur de la production mondiale de fruits à coque (faostat) |
| 2016                                                                    | Masse (tonnes)                                                          | Valeur (1000 int. $)                                                    |
| ----------------------------------------------------------------------- | ----------------------------------------------------------------------- | ----------------------------------------------------------------------- |
| Noix de cajou                                                           | 4 087 563                                                               | 4 287 966                                                               |
| Noix commune                                                            | 3 763 725                                                               | 5 815 538                                                               |
| Amande                                                                  | 2 145 420                                                               | 9 485 309                                                               |

Il est toutefois important de noter que les exportations de noix de cajou décortiquée vers d'autres Pays Émergents ont connu au cours des dernières années un important développement. La Chine, les Émirats arabes unis et la Russie sont devenus d'importants importateurs de noix de cajou décortiquée. De même, la consommation d'amande de cajou en Inde connait depuis 20 ans une très forte croissance qui fait du pays le premier consommateur mondial de noix de cajou devant les États-Unis d'Amérique.
Le marché de vente de la noix de cajou prête à consommer est principalement constitué par l'Europe et l'Amérique du Nord.
Sur le marché mondial des fruits à coque (non décortiqués), la noix de cajou est la première en tonnage (4 087 563 tonnes) devant la noix commune, puis l’amande. En revanche, en valeur, elle arrive derrière l’amande et la noix.